# Território do Comandante Militar na Sérvia
```
   |-
       |
Erro:
:  
valor não especificado para "
nome_comum
"

   |-
       | 
Erro:
:  
valor não especificado para "
continente
"
```

O Território do Comandante Militar na Sérvia (em alemão:  Gebiet des Militärbefehlshabers in Serbien; em sérvio:  Подручје Војног заповедника у Србији, transl. Područje vojnog zapovednika u Srbiji ) foi a área do Reino da Iugoslávia que foi colocada sob um governo militar de ocupação pela Wehrmacht após a invasão, ocupação e desmantelamento da Iugoslávia em abril de 1941. O território incluía apenas a maior parte da moderna Sérvia Central, com a adição da parte norte do Kosovo (em torno de Kosovska Mitrovica), e do Banato. Este território foi a única área da Iugoslávia dividida em que os ocupantes alemães estabeleceram um governo militar. Isto deveu-se às principais rotas ferroviárias e às rotas de transporte do Danúbio que passavam por ele, e aos seus valiosos recursos, especialmente metais não ferrosos.  Em 22 de abril de 1941, o território foi colocado sob a autoridade suprema do comandante militar alemão na Sérvia, com a administração diária do território sob o controle do chefe do Estado-Maior da administração militar. As linhas de comando e controle no território ocupado nunca foram unificadas e foram tornadas mais complexas pela nomeação de representantes diretos de importantes figuras nazistas, como o Reichsführer-SS Heinrich Himmler (para questões de polícia e segurança), o Reichsmarschall Hermann Göring (para o economia) e o Reichsminister Joachim von Ribbentrop (para relações exteriores). Os alemães usaram tropas búlgaras para ajudar na ocupação, mas estiveram sempre sob controle alemão. Fontes descrevem o território como um estado-fantoche, um protetorado, uma "província administrativa especial" ou o descrevem como tendo um governo fantoche. O comandante militar na Sérvia tinha tropas de guarnição alemãs e destacamentos policiais muito limitados para manter a ordem, mas podia solicitar a assistência de um corpo de três divisões de tropas de ocupação mal equipadas.
O comandante militar alemão na Sérvia nomeou dois governos civis fantoches sérvios para realizar tarefas administrativas de acordo com a direção e supervisão alemãs. O primeiro deles foi o Governo Comissário de curta duração, estabelecido em 30 de maio de 1941. O Governo Comissário foi uma ferramenta básica do regime de ocupação, desprovido de quaisquer poderes. No final de julho de 1941, uma revolta começou no território ocupado, que rapidamente inundou a gendarmaria sérvia, a polícia e o aparato de segurança alemães, e até mesmo a força de infantaria da retaguarda. Para ajudar a reprimir a rebelião, que inicialmente envolveu tanto os partidários iugoslavos liderados pelos comunistas quanto os chetniks monarquistas, um segundo governo fantoche foi estabelecido. O Governo de Salvação Nacional sob Milan Nedić substituiu o Governo Comissário em 29 de agosto de 1941. Embora gozasse de algum apoio, o regime era impopular entre a maioria dos sérvios. No entanto, isso não conseguiu mudar a maré e os alemães foram forçados a trazer divisões da linha de frente da França, da Grécia e até da Frente Oriental para suprimir a revolta. Começando no final de setembro de 1941, a Operação Uzice expulsou os Partidários do território ocupado e, em dezembro, a Operação Mihailovic dispersou os Chetniks. A resistência continuou a um nível baixo até 1944, acompanhada por frequentes assassinatos em represália, que durante algum tempo envolveram a execução de 100 reféns por cada alemão morto.
O regime de Nedić não tinha estatuto ao abrigo do direito internacional, nem poderes além dos concedidos pelos alemães, e era simplesmente um instrumento do domínio alemão. Embora as forças alemãs tenham assumido o papel de liderança e orientação da Solução Final na Sérvia e os alemães monopolizassem a matança de judeus, foram activamente ajudados nesse papel por colaboradores sérvios. O campo de concentração de Banjica, em Belgrado, era controlado conjuntamente pelo regime de Nedic e pelo exército alemão. A única área em que a administração fantoche exerceu iniciativa e obteve sucesso foi na recepção e cuidados de centenas de milhares de refugiados sérvios de outras partes da Jugoslávia dividida. Ao longo da ocupação, o Banat foi uma região autónoma, formalmente responsável perante os governos fantoches de Belgrado, mas na prática governada pela sua minoria Volksdeutsche (étnica alemã). Enquanto o Governo Comissário se limitava ao uso da gendarmaria, o governo Nedić foi autorizado a mobilizar uma força armada, a Guarda Estatal da Sérvia, para impor a ordem, mas foram imediatamente colocados sob o controlo da SS Superior e do Líder da Polícia, e essencialmente funcionaram como auxiliares alemães até a retirada alemã em outubro de 1944. Os alemães também criaram várias outras forças auxiliares locais para diversos fins dentro do território. A fim de proteger as minas de Trepča e a ferrovia Belgrado-Skopje, os alemães fizeram um acordo com colaboradores albaneses no extremo norte do atual Kosovo, que resultou na autonomia efetiva da região em relação ao governo fantoche de Belgrado, que mais tarde formalizou o arranjo alemão. O Governo de Salvação Nacional permaneceu em vigor até a retirada alemã em face do Exército Vermelho combinado, do Exército Popular Búlgaro e da Ofensiva Partidária de Belgrado. Durante a ocupação, as autoridades alemãs mataram quase todos os judeus que residiam no território ocupado, atirando nos homens como parte das represálias conduzidas em 1941, e gaseando as mulheres e crianças no início de 1942 usando uma van de gás. Após a guerra, vários dos principais líderes alemães e sérvios no território ocupado foram julgados e executados por crimes de guerra.

## Nomes
Embora o nome oficial do território fosse Território do Comandante Militar na Sérvia,  as fontes referem-se a ele usando uma ampla variedade de termos:
- "Estado Residual Sérvio" controlado pela Alemanha[8]
- Território controlado pela Alemanha[1]
- Estado Sérvio Remanescente[9]
- Protetorado alemão[10]
- Área especial protegida pela Alemanha[11]
- Sérvia ocupada pelos alemães[12][13]
- Sérvia de Nedić (sérvio: Недићева Србија/Nedićeva Srbija)[14]
- Sérvia[3]
- Sérvia-Banato[15]
- Sérvia sob administração militar alemã[16]
- Sérvia sob ocupação alemã[17][18]

## História

### 1941

#### Invasão e partição

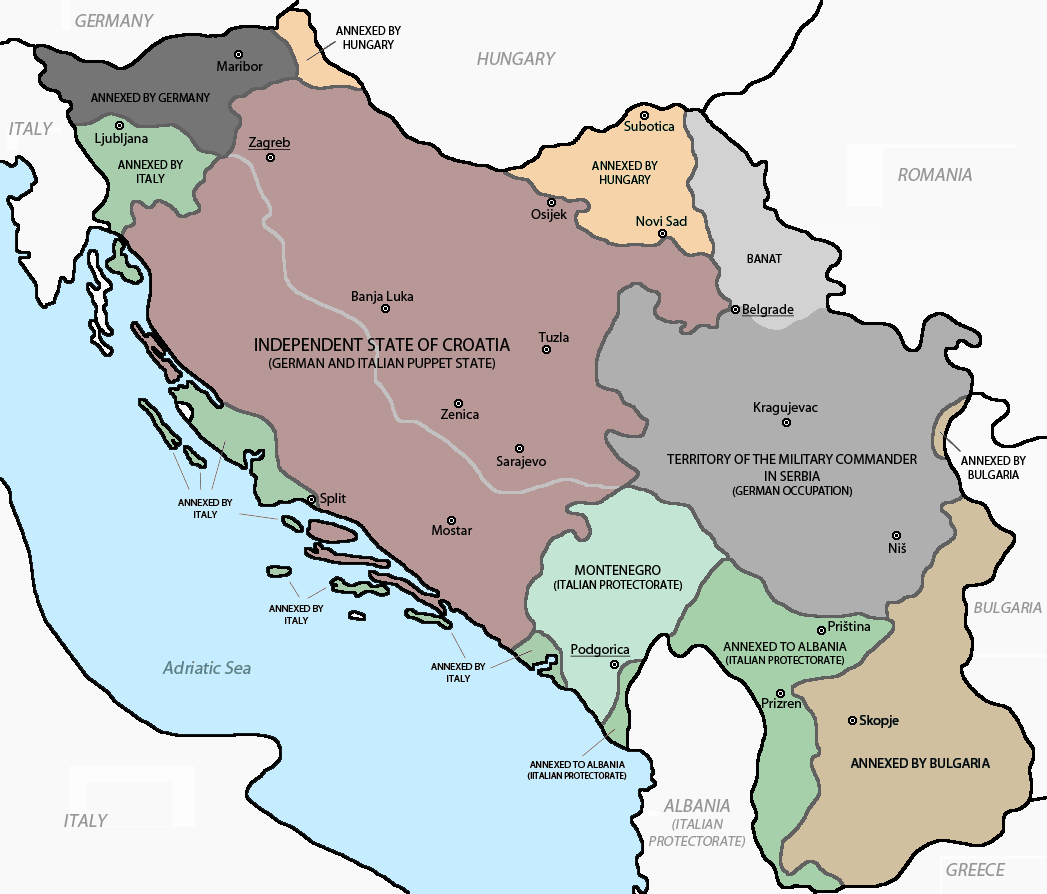
Mapa mostrando a ocupação e divisão da Iugoslávia, 1941–43. As áreas cinza escuro e claro na fronteira oriental mostram a extensão do território da Sérvia ocupado pelos alemães

Em abril de 1941, a Alemanha e seus aliados invadiram e ocuparam o Reino da Iugoslávia, que foi então dividido. Alguns território iugoslavos foram anexados pelos seus vizinhos do Eixo, Hungria, Bulgária e Itália. Os alemães arquitetaram e apoiaram a criação do Estado-fantoche, o Estado Independente da Croácia (em croata:  Nezavisna Država Hrvatska, NDH), que compreendia aproximadamente a maior parte da Banovina Croácia antes da guerra, juntamente com o resto da atual Bósnia e Herzegovina e alguns territórios adjacentes. Os italianos, húngaros e búlgaros ocuparam outras partes do território iugoslavo.  A Alemanha não anexou nenhum território iugoslavo, mas ocupou partes do norte da atual Eslovênia e estacionou tropas de ocupação na metade norte do NDH. A parte da Eslovênia ocupada pelos alemães foi dividida em duas áreas administrativas que foram colocadas sob a administração dos Gauleiters dos vizinhos Reichsgau Kärnten e Reichsgau Steiermark. 
O território restante, que consistia na Sérvia propriamente dita, na parte norte do Kosovo (em torno de Kosovska Mitrovica), e no Banato foi ocupado pelos alemães e colocado sob a administração de um governo militar alemão.  Isto deveu-se às principais rotas de transporte ferroviário e fluvial que passavam por ele e aos seus valiosos recursos, especialmente metais não ferrosos.  Algumas fontes descrevem o território como um estado-fantoche,  ou uma "província administrativa especial",  com outras fontes descrevendo-o como tendo um governo fantoche.   Uma linha de demarcação, conhecida como "Linha de Viena", atravessava a Iugoslávia desde a fronteira do Reich, no oeste, até o ponto onde as fronteiras da Sérvia ocupada pelos alemães encontravam as fronteiras da Sérvia anexada pela Bulgária e pela Albânia. territórios iugoslavos. Ao norte da linha, os alemães dominavam, sendo os italianos os principais responsáveis pelo sul da linha. 

#### Estabelecimento do governo militar de ocupação

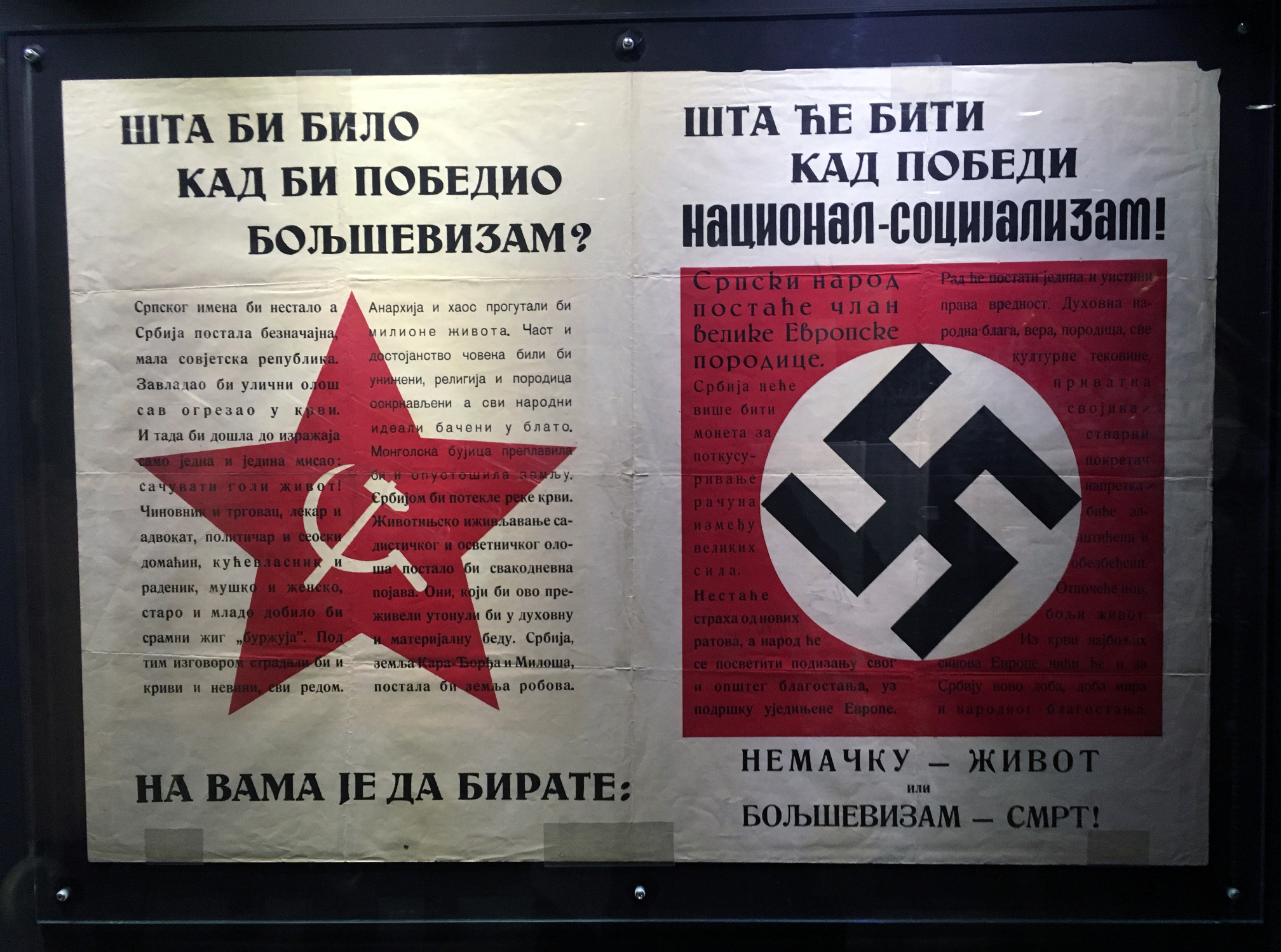
Um cartaz de propaganda da Sérvia ocupada, descrevendo o possível futuro da Sérvia se a União Soviética ou a Alemanha nazista vencessem

Mesmo antes da rendição iugoslava, o Alto Comando do Exército Alemão (em alemão:  Oberkommando des Heeres, ou OKH) emitiu uma proclamação à população sob ocupação alemã,  detalhando as leis que se aplicavam a todo o território ocupado pelos alemães. Quando os alemães se retiraram do território jugoslavo que foi anexado ou ocupado pelos seus parceiros do Eixo, estas leis aplicaram-se apenas à parte da Eslovénia moderna administrada pelos dois Reichsgau e ao território da Sérvia ocupado pelos alemães.  Este último território "foi totalmente ocupado pelas tropas alemãs e colocado sob um governo militar".  Os limites exatos do território ocupado foram fixados numa diretiva emitida por Adolf Hitler em 12 de abril de 1941, que também orientou a criação da administração militar.  Esta directiva foi seguida em 20 de Abril de 1941 por ordens emitidas pelo Chefe do OKH que estabeleceram o Comandante Militar na Sérvia como o chefe do regime de ocupação, responsável perante o Intendente-Geral do OKH. Entretanto, o pessoal do governo militar foi reunido na Alemanha e as funções do Comandante Militar na Sérvia foram detalhadas. Estas incluíam "salvaguardar as linhas ferroviárias entre Belgrado e Salónica e a rota marítima do Danúbio, executar as ordens económicas emitidas pelo Reichsmarschall Hermann Göring e estabelecer e manter a paz e a ordem". No curto prazo, ele também foi responsável pela guarda do grande número de prisioneiros de guerra iugoslavos e pela salvaguarda das armas e munições capturadas. 
Para isso, o estado-maior do comandante militar foi dividido em ramos militar e administrativo, e foi-lhe atribuído pessoal para formar quatro comandos de área e cerca de dez comandos distritais, que reportavam ao chefe do Estado-Maior Administrativo, e o Estado-Maior militar alocou as tropas. dos quatro batalhões de defesa locais nos comandos de área. O primeiro comandante militar no território ocupado foi o General der Flieger  Helmuth Förster, um oficial da Luftwaffe, nomeado em 20 de abril de 1941,  auxiliado pelo chefe do Estado-Maior administrativo, SS-Brigadeführer  e o Conselheiro de Estado, Dr. Harald Turner.  Fora do estado-maior do comandante militar, havia várias figuras importantes em Belgrado que representavam as principais armas não militares do governo alemão. Proeminente entre eles estava o NSFK - Obergruppenführer, Franz Neuhausen, que foi inicialmente nomeado por Göring como plenipotenciário geral para assuntos econômicos no território em 17 de abril.   Outro foi o enviado Felix Benzler do Ministério das Relações Exteriores, nomeado pelo Reichsminister Joachim von Ribbentrop, que foi nomeado em 3 de maio.  Outra figura-chave na administração inicial alemã foi o SS- Standartenführer Wilhelm Fuchs, que comandou o Einsatzgruppe Sérvia, composto por Sicherheitsdienst (Serviço de Segurança, ou SD) e Sicherheitspolizei (Polícia de Segurança, ou SiPo), o 64º Batalhão de Polícia de Reserva,  e um destacamento da Gestapo. Embora fosse formalmente responsável perante Turner, Fuchs reportava-se diretamente a seus superiores em Berlim.  As proclamações do Chefe do OKH em abril ordenaram punições severas para atos de violência ou sabotagem, a entrega de todas as armas e transmissores de rádio, restrições à comunicação, reuniões e protestos, e a exigência de aceitação da moeda alemã, bem como impor a lei penal alemã no território. 
Num sinal do que estava por vir, no dia seguinte à capitulação da Jugoslávia, a Divisão de Infantaria Motorizada SS do Reich executou 36 sérvios em represália pela morte de um membro dessa formação. Três dias depois, a aldeia de Donji Dobrić, a leste do rio Drina, foi arrasada em resposta ao assassinato de um oficial alemão. O assassinato de tropas alemãs após a capitulação provocou forte reação do comandante do 2º Exército alemão, Generaloberst Maximilian von Weichs, que ordenou que sempre que um grupo armado fosse avistado, homens em idade de lutar daquela área fossem presos e fuzilados., com os seus corpos pendurados em público, a menos que conseguissem provar que não tinham qualquer ligação com o grupo armado. Ele também dirigiu a tomada de reféns. Em 19 de Maio, emitiu um decreto sinistro, ordenando que, a partir desse momento, 100 sérvios fossem fuzilados por cada soldado alemão ferido em qualquer ataque sérvio.  Quase assim que o sucesso da invasão foi assegurado, todos os corpos e divisões alemãs da linha de frente começaram a ser retirados da Iugoslávia para serem recondicionados ou diretamente alocados à Frente Oriental. 

#### Preparativos do Partido Comunista
Em 10 de abril, o Comitê Central do Partido Comunista da Iugoslávia nomeou um comité militar chefiado pelo seu secretário-geral, Josip Broz Tito.  A partir de Abril, o KPJ passou a ter uma rede clandestina em todo o país, incluindo comités militares que se preparavam para uma oportunidade de iniciar uma revolta.  Em Maio, o KPJ delineou a sua política de "unidade e fraternidade entre todos os povos da Jugoslávia, [e] luta incansável contra os inimigos estrangeiros e os seus ajudantes internos por uma questão de pura sobrevivência".  Em 4 de junho, o comitê militar foi intitulado Quartel-General do Chefe Partidário.

#### Primeiras atividades de Draža Mihailović
No final de Abril, o Coronel do Exército Iugoslavo Draža Mihailović e um grupo de cerca de 80 soldados, que não tinham seguido as ordens de rendição, atravessaram o rio Drina para o território ocupado, tendo marchado através do país a partir da zona de Doboj, no norte da Bósnia, que agora fazia parte do NDH. Ao passarem perto de Užice em 6 de maio, o pequeno grupo foi cercado e quase destruído pelas tropas alemãs. A sua força fragmentou-se e, quando chegou ao isolado planalto montanhoso de Ravna Gora, o seu bando tinha encolhido para 34 oficiais e homens. Ao estabelecer laços com a população local e a tolerância por parte da gendarmaria da área, Mihailović criou uma área relativamente segura na qual poderia considerar as suas ações futuras.  Logo após chegar a Ravna Gora, as tropas de Mihailović assumiram o nome de "Destacamentos Chetnik do Exército Iugoslavo".  No final de maio, Mihailović decidiu que adotaria uma estratégia de longo prazo com o objetivo de obter controle sobre o maior número possível de grupos armados em toda a Iugoslávia, a fim de estar em posição de tomar o poder quando os alemães se retirassem ou foram derrotados. 

#### Estabelecimento do Governo Comissário

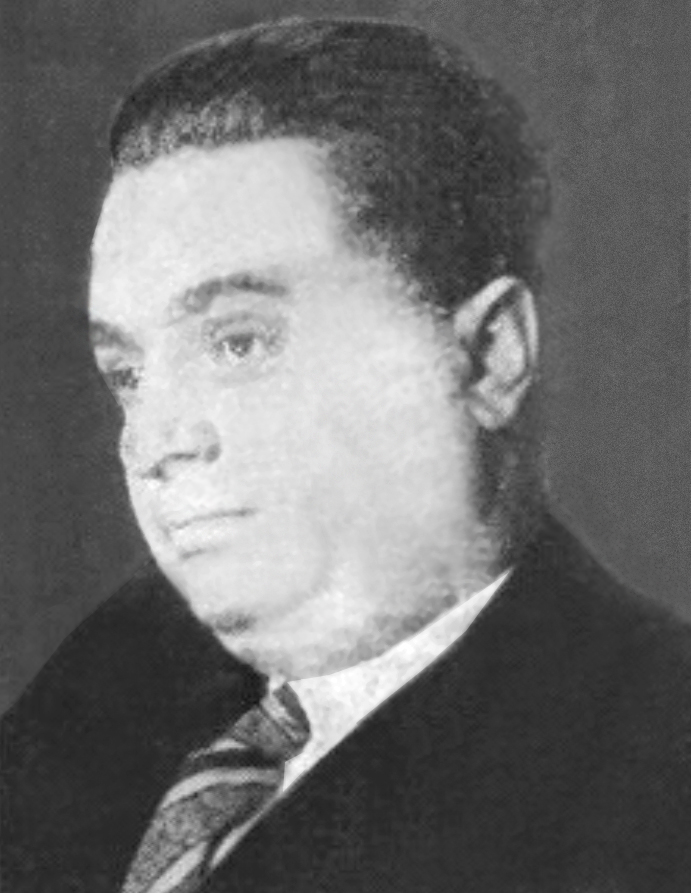
Milan Aćimović foi escolhido pelos alemães para liderar o governo comissário de curta duração

Hitler considerou brevemente apagar toda a existência de um estado sérvio, mas isso foi rapidamente abandonado e começou a busca por um sérvio adequado para liderar um regime colaboracionista. Foi considerada a nomeação do ex-primeiro-ministro iugoslavo Dragiša Cvetković, do ex-ministro das Relações Exteriores da Iugoslávia Aleksandar Cincar-Marković, do ex-ministro de Assuntos Internos da Iugoslávia Milan Aćimović, do presidente da 'quase-fascista' Organização Unida do Trabalho Ativo (Zbor) Dimitrije Ljotić, e o chefe da polícia de Belgrado Dragomir Jovanovi .  Förster decidiu por Aćimović, que formou seu Governo Comissário em 30 de maio de 1941,  composto por dez comissários. Ele evitou Ljotić porque acreditava que ele tinha uma "reputação duvidosa entre os sérvios".  Aćimović era virulentamente anticomunista e esteve em contato com a polícia alemã antes da guerra.  Os outros nove comissários foram Steven Ivanić, Momčilo Janković, Risto Jojić, Stanislav Josifović, Lazo M. Kostić, Dušan Letica, Dušan Pantić, Jevrem Protić e Milisav Vasiljević, e um comissário estava encarregado de cada um dos antigos ministérios iugoslavos exceto o Ministério do Exército e da Marinha que foi extinto.  Vários dos comissários ocuparam cargos ministeriais no governo iugoslavo antes da guerra, e Ivanić e Vasiljević estavam ambos intimamente ligados a Zbor.  O Governo do Comissário era "uma administração sérvia de baixo nível... sob o controlo de Turner e Neuhausen, como um simples instrumento do regime de ocupação",  que "não tinha qualquer aparência de poder".  Logo após a formação da administração Aćimović, Mihailović enviou um oficial subalterno a Belgrado para aconselhar Ljotić sobre o seu progresso e para garantir que não tinha planos de atacar os alemães. 
Uma das primeiras tarefas da administração foi cumprir as ordens de Turner para o registo de todos os judeus e ciganos no território ocupado e a implementação de severas restrições às suas atividades. Embora a implementação destas ordens tenha sido supervisionada pelo governo militar alemão, Aćimović e o seu Ministério do Interior foram responsáveis pela sua execução.  O principal meio para a realização de tais tarefas foi a gendarmaria sérvia, que se baseava em elementos das antigas unidades da gendarmaria iugoslava que permaneceram no território,  os regimentos Drinski e Dunavski.  O chefe interino da gendarmaria sérvia era o coronel Jovan Trišić. 
Durante maio de 1941, Förster emitiu inúmeras ordens, que incluíam a exigência de registro de todos os equipamentos de impressão, restrições à imprensa, funcionamento de teatros e outros locais de entretenimento e a retomada da produção. Ele também desativou o Banco Nacional da Iugoslávia e estabeleceu o Banco Nacional da Sérvia para substituí-lo.  Em meados de maio, a administração de Aćimović emitiu uma declaração afirmando que o povo sérvio queria "uma cooperação sincera e leal com o seu grande vizinho, o povo alemão". A maioria dos administradores locais nos condados e distritos da antiga Jugoslávia permaneceram no cargo,  e a administração militar alemã colocou os seus próprios administradores em cada nível para supervisionar as autoridades locais.  Förster foi posteriormente transferido para o comando do Fliegerkorps I, e em 2 de junho foi sucedido pelo General der Flakartillerie  Ludwig von Schröder, outro oficial da Luftwaffe.  Em 9 de junho, o comandante do 12º Exército alemão, Generalfeldmarschall Wilhelm List, foi nomeado Comandante-em-Chefe da Wehrmacht no Sudeste da Europa. Três comandantes territoriais reportavam-se diretamente a ele; Schröder, o Comandante Militar na Área Salónica-Egeu e o Comandante Militar no Sul da Grécia.  Após a retirada de todas as formações da linha de frente da Iugoslávia, as únicas formações da linha de frente que permaneceram sob o controle do quartel-general de List em Salonica foram; o Quartel-General do XVIII Corpo de Exército do General der Gebirgstruppe Franz Böhme, a 5ª Divisão de Montanha em Creta, a 6ª Divisão de Montanha na região da Ática ao redor de Atenas, e a 164ª Divisão de Infantaria e 125º Regimento de Infantaria em Salonica e nas Ilhas Egeias. 

#### Comandante Militar na Sérvia
De seu quartel-general em Belgrado, Schröder controlava diretamente quatro defesas locais mal equipadas (em alemão:  Landesschützen) batalhões, compostos por homens de idade mais avançada. No final de junho, eles foram implantados da seguinte forma:
- 266º Batalhão Landesschützen, com sede em Užice, no oeste
- 562º Batalhão Landesschützen, com sede em Belgrado
- 592º Batalhão Landesschützen, com sede em Pančevo, no sul do Banato
- 920º Batalhão Landesschützen, com sede em Niš, no sul

Essas forças de ocupação foram complementadas por uma série de elementos de força, incluindo o 64º Batalhão de Polícia de Reserva da Ordnungspolizei (Polícia da Ordem, Orpo), um regimento de engenheiros composto por um batalhão pioneiro, uma coluna de ponte e um batalhão de construção, e várias unidades da polícia militar., compreendendo uma empresa Feldgendarmerie (polícia militar), um grupo Geheime Feldpolizei (polícia secreta de campo) e uma unidade de processamento de prisioneiros de guerra. A força de ocupação também foi apoiada por hospital militar e ambulâncias, hospital veterinário e ambulâncias, coluna de transporte geral e unidades logísticas. 
O chefe do Estado-Maior Administrativo Militar era responsável pelo efetivo dos quatro comandos de área e nove comandos distritais no território ocupado. No final de junho de 1941, estes compreendiam: 

#### Comandos de área
- Comando de Área No. 599 Belgrado
- Comando de Área No. 610 Pančevo
- Comando de Área No. 809 Niš
- Comando de Área No. 816 Užice

#### Comandos Distritais
- Comando Distrital No. 823 Petrovgrad (hoje Zrenjanin)
- Comando Distrital No. 832 Kragujevac
- Comando Distrital No. 833 Kruševac
- Comando Distrital No. 834 Belgrado

- Comando Distrital No. 838 Zemun (Semlin em alemão)

- Comando Distrital nº 847 Šabac
- Comando Distrital No. 857 Zaječar
- Comando Distrital No. 861 Kosovska Mitrovica
- Comando Distrital No. 867 Leskovac

#### LXV Corpo ZbV

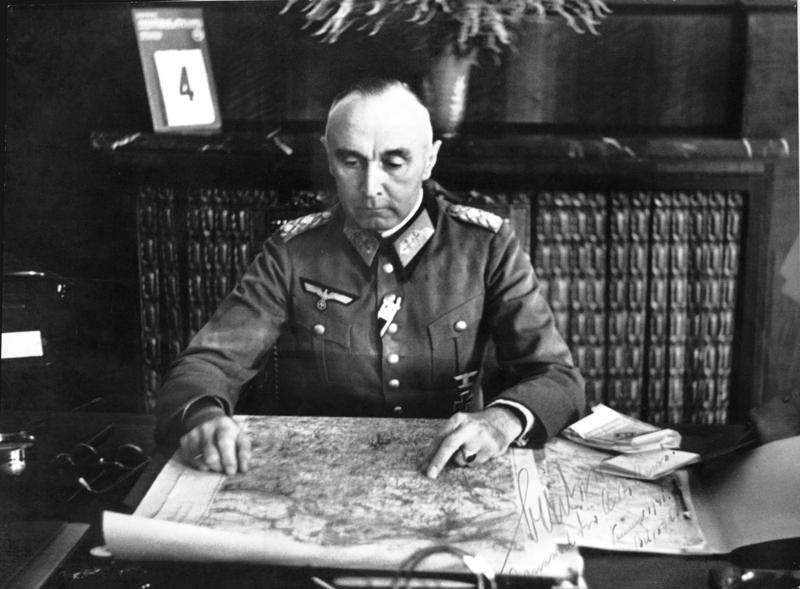
O General der Artillerie Paul Bader comandou o LXV Corps ZbV, que compreendia as principais tropas de ocupação alemãs no território ocupado pelos alemães da Sérvia e do NDH

Além das tropas de ocupação comandadas diretamente por Schröder, em junho de 1941 a Wehrmacht deslocou o quartel-general do LXV Corps zbV  para Belgrado para comandar quatro divisões de ocupação mal equipadas, sob o controle do General der Artillerie  Paul Bader. A 704ª Divisão de Infantaria, 714ª Divisão de Infantaria e 717ª Divisão de Infantaria foram implantadas no território ocupado, e a 718ª Divisão de Infantaria foi implantada nas partes adjacentes do NDH. 
As três divisões de ocupação foram criadas durante a primavera de 1941, como parte da 15ª onda de recrutamento do Exército Alemão. O 704º foi criado no distrito militar de Dresden, o 714º em Königsberg e o 717º em Salzburgo.  As divisões da 15ª Onda consistiam em apenas dois regimentos de infantaria, um a menos que as divisões da linha de frente, com cada regimento compreendendo três batalhões de quatro companhias cada. Cada empresa foi equipada com apenas um morteiro leve, em vez dos três habituais.  Os braços de apoio dessas divisões, como elementos de engenharia e sinalização, eram apenas do tamanho de uma companhia, em vez dos elementos de força de batalhão incluídos nas formações de linha de frente. Seus elementos de apoio não incluíam morteiros médios, metralhadoras médias, ou armas antitanque ou de infantaria.  Até mesmo sua artilharia estava limitada a um batalhão de três baterias de quatro canhões cada,  em vez de um regimento completo,  e as divisões careciam de todos os aspectos do transporte motorizado, incluindo pneus sobressalentes. 
As divisões da 15ª Onda eram geralmente equipadas com veículos motorizados e armas capturados,  e eram formadas por reservistas, geralmente homens mais velhos, não adequados para o serviço na linha de frente, cujo treinamento era incompleto.  Os comandantes em nível de batalhão e companhia eram geralmente veteranos da Primeira Guerra Mundial, e comandantes de pelotão geralmente tinham entre 27 e 37 anos de idade. As tropas foram recrutadas entre os nascidos entre 1907 e 1913, portanto tinham entre 28 e 34 anos de idade.  As três divisões foram transportadas para o território ocupado entre 7 e 24 de maio e foram inicialmente encarregadas de proteger as principais linhas ferroviárias para a Bulgária e a Grécia. 
No final de junho, o quartel-general de Bader foi estabelecido em Belgrado, e as três divisões no território ocupado foram implantadas da seguinte forma: 
- 704ª Divisão de Infantaria, comandada pelo Generalmajor [65] Heinrich Borowski, com sede em Valjevo, no oeste
- 714ª Divisão de Infantaria, comandada pelo Generalmajor Friedrich Stahl, com sede em Topola aproximadamente no centro do território
- 717ª Divisão de Infantaria, comandada pelo Generalmajor Paul Hoffmann, com sede em Niš

O status do comando de Bader era que o comandante militar na Sérvia poderia ordenar-lhe que empreendesse operações contra os rebeldes, mas de outra forma ele não poderia atuar como superior de Bader.  O comando de Bader também incluía a 12ª Companhia Panzer zbV, inicialmente equipada com cerca de 30 Tanquetes Renault FT-17 iugoslavos capturados e um batalhão de sinais motorizados.  Os quatro batalhões Landesschützen ficaram muito aquém do número necessário para tarefas de guarda em todo o território, que incluía; pontes, fábricas, minas, depósitos de armas capturadas e transporte marítimo no Danúbio. Consequentemente, os batalhões das divisões de ocupação receberam muitas destas tarefas e, em alguns casos, ficaram estacionados 120km separados, ligados por estradas em más condições e prejudicados pela falta de transporte. 

#### Dificuldades da administração Aćimović
Embora os comissários tivessem bastante experiência nas áreas das suas pastas ou na política ou na administração pública em geral, a própria administração Aćimović estava numa posição extremamente difícil porque não tinha qualquer poder para realmente governar. As três principais tarefas da administração Aćimović eram garantir a aquiescência da população à ocupação alemã, ajudar a restaurar os serviços e "identificar e remover indesejáveis dos serviços públicos".  Refugiados que escaparam da perseguição no Estado Independente da Croácia e outros que fugiram da Macedónia anexada pela Bulgária, do Kosovo e de Bačka e Baranja ocupadas pela Hungria começaram a inundar o território. 
No final de junho de 1941, a administração Aćimović emitiu um decreto relativo à administração do Banat que essencialmente tornou a região uma unidade administrativa civil separada sob o controle do Volksdeutsche local sob a liderança de Sepp Janko. Embora o Banat estivesse formalmente sob a jurisdição da administração Aćimović, em termos práticos era em grande parte autónomo de Belgrado e sob a direcção do governo militar através do comando da área militar em Pančevo. 

#### Resistência

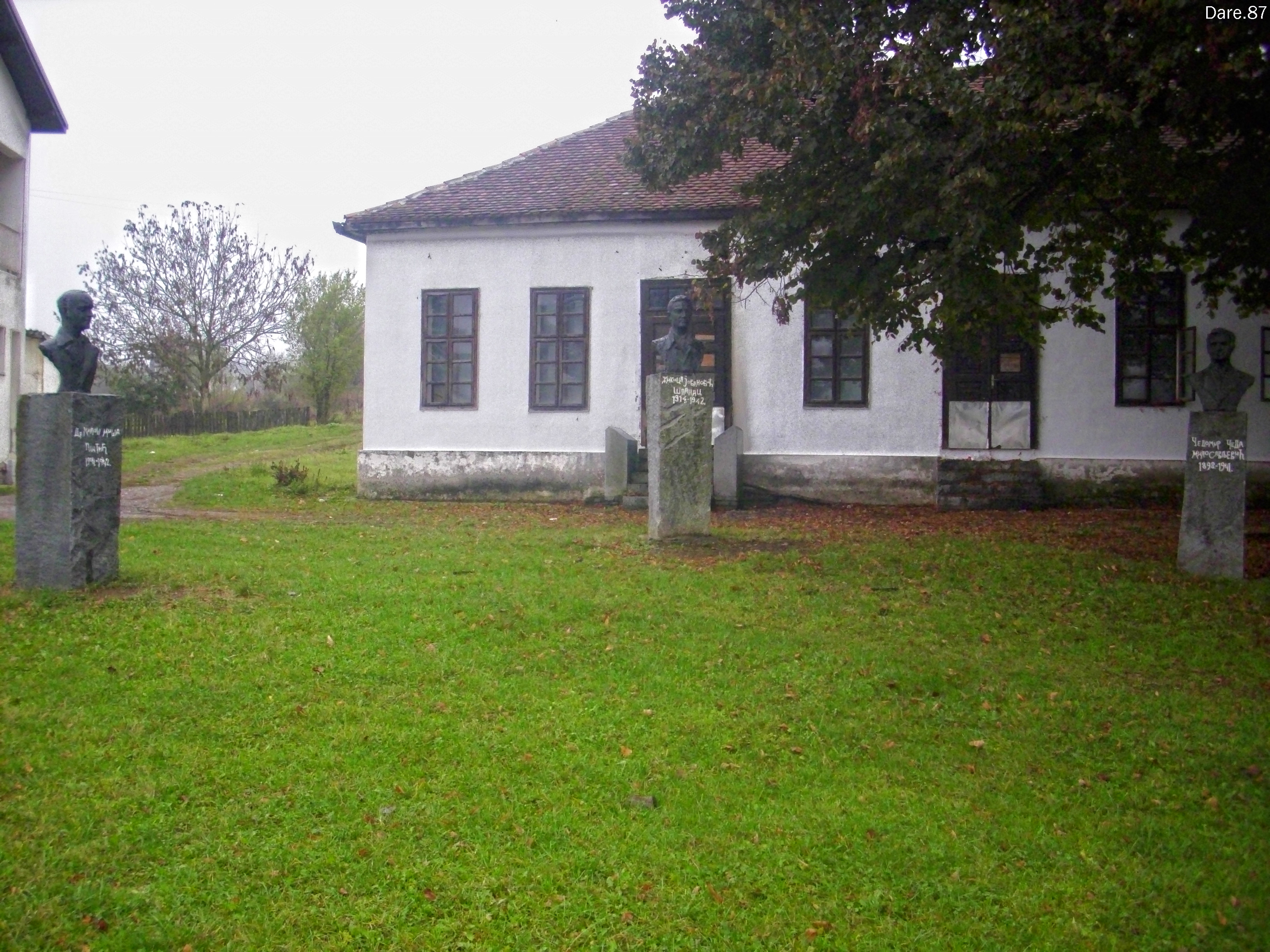
As revoltas contra os alemães e a administração Aćimović começaram em 7 de julho na aldeia de Bela Crkva

No início de julho de 1941, logo após o lançamento da Operação Barbarossa contra a União Soviética, começou a resistência armada contra os alemães e as autoridades Aćimović.  Esta foi uma resposta aos apelos de Joseph Stalin e da Internacional Comunista para que as organizações comunistas em toda a Europa ocupada afastassem as tropas alemãs da Frente Oriental, e seguiu-se a uma reunião do Comité Central do Partido Comunista Iugoslavo em Belgrado, no dia 4. Julho. Esta reunião resolveu mudar para uma revolta geral, formar destacamentos partidários de combatentes e iniciar a resistência armada, e apelar à população para se levantar contra os ocupantes em toda a Jugoslávia.  Isto também coincidiu com a partida do último membro da força de invasão alemã que permaneceu para supervisionar a transição para a ocupação. Do aparecimento de cartazes e panfletos instando a população a realizar sabotagem, rapidamente se transformou em tentativa e real de sabotagem das instalações de propaganda alemãs e das linhas ferroviárias e telefónicas.  Os primeiros combates ocorreram na aldeia de Bela Crkva em 7 de julho, quando os gendarmes tentaram dispersar uma reunião pública e dois gendarmes foram mortos.  No final da primeira semana de julho, List solicitou à Luftwaffe a transferência de uma escola de treinamento para o território, pois as unidades operacionais não estavam disponíveis.  Logo depois, estações e patrulhas da gendarmaria foram atacadas e veículos alemães foram alvejados. Os grupos armados apareceram pela primeira vez no distrito de Aranđelovac, a noroeste de Topola. 
Em 10 de julho, a administração de Aćimović foi reorganizada, com Ranislav Avramović substituindo Kostić na pasta de transportes, Budimir Cvijanović substituindo Protić na área de alimentação e agricultura e Velibor Jonić assumindo a pasta de educação de Jojić. 
Em meados de julho, Mihailović enviou o tenente Neško Nedić para se encontrar com um representante de Aćimović para garantir que estava ciente de que as forças de Mihailović não tinham nada a ver com o "terror comunista". Os alemães encorajaram então Aćimović a fazer um acordo com Mihailović, mas Mihailović recusou. No entanto, nem os alemães nem Aćimović tomaram medidas eficazes contra Mihailović durante o verão.  Em 17 de julho, o pessoal do Einsatzgruppe Serbien foi distribuído entre os quatro comandos de área como "assessores de segurança". No dia seguinte, o Generalmajor Adalbert Lontschar, comandante do 724º Regimento de Infantaria da 704ª Divisão de Infantaria, estava viajando de Valjevo quando seu carro de estado-maior foi alvejado perto da vila de Razna, ferindo um ocupante. Em resposta, o comando distrital executou 52 judeus, comunistas e outros, com a assistência da gendarmaria sérvia e do Einsatzgruppe Sérvia.  Também em julho, o governo militar alemão ordenou que os representantes da comunidade judaica fornecessem 40 reféns por semana, que seriam executados como represália pelos ataques à Wehrmacht e à polícia alemã. Posteriormente, quando foram anunciados assassinatos em represália de reféns, a maioria referiu-se ao assassinato de "comunistas e judeus". 
No final de julho, Schröder morreu após ser ferido em um acidente aéreo.  Quando o novo comandante militar alemão na Sérvia, General der Flieger Heinrich Danckelmann da Luftwaffe, não conseguiu obter mais tropas ou polícia alemã para suprimir a revolta, ele teve que considerar todas as opções disponíveis. Como Danckelmann foi instruído a utilizar as forças disponíveis da forma mais implacável possível, Turner sugeriu que Danckelmann fortalecesse a administração Aćimović para que pudesse subjugar a própria rebelião.  Os alemães consideraram a administração Aćimović incompetente e em meados de julho já estavam discutindo a substituição de Aćimović.  Em 29 de julho, em represália a um incêndio criminoso contra um transporte alemão em Belgrado cometido por um menino judeu de 16 anos, o Einsatzgruppe Serbien executou 100 judeus e 22 comunistas.  Em agosto, cerca de 100.000 sérvios cruzaram o território ocupado vindos do NDH, fugindo da perseguição dos Ustaše.  A eles juntaram-se mais de 37.000 refugiados de Bačka e Baranja, ocupados pela Hungria, e 20.000 da Macedónia anexada pela Bulgária.  No final de julho, dois batalhões do 721º Regimento da 704ª Divisão de Infantaria foram enviados para suprimir os rebeldes na região de Banat, que haviam destruído grandes depósitos de trigo no distrito de Petrovgrad. Tais intervenções não tiveram sucesso, pois as divisões de ocupação não tinham mobilidade e formação para a contrainsurgência. 
Em 4 de agosto, Danckelmann solicitou que o OKW reforçasse a sua administração com dois batalhões de polícia adicionais e outros 200 agentes de segurança do SD. Isto foi rejeitado devido às necessidades da Frente Oriental, mas antes de receber uma resposta, ele fez um pedido de um batalhão Landesschützen adicional e pediu a List uma divisão adicional.  List apoiou os pedidos de mais batalhões Landesschützen, então em 9 de agosto o OKH autorizou a criação de duas companhias adicionais para o 562º Batalhão Landesschützen baseado em Belgrado.  Em 11 de agosto, incapaz de obter reforços significativos de outros lugares, Danckelmann ordenou que Bader reprimisse a revolta, e dois dias depois Bader emitiu ordens nesse sentido. 

#### Apelo à nação sérvia
Em resposta à revolta, a administração Aćimović encorajou 545 ou 546 sérvios proeminentes e influentes a assinar o Apelo à Nação Sérvia, que foi publicado no jornal diário de Belgrado, autorizado pela Alemanha, Novo vreme, nos dias 13 e 14 de agosto.   Aqueles que assinaram incluíram três bispos ortodoxos sérvios, quatro arciprestes e pelo menos 81 professores da Universidade de Belgrado,  embora de acordo com o historiador Stevan K. Pavlowitch, muitos dos signatários foram pressionado para assinar.  O apelo apelava à população sérvia para ajudar as autoridades em todos os sentidos na sua luta contra os rebeldes comunistas, e apelava à lealdade aos nazis, condenando a resistência liderada pelos Partidários como antipatriótica. A Ordem dos Advogados da Sérvia apoiou por unanimidade o recurso.  Aćimović também deu ordens para que as esposas dos comunistas e seus filhos com mais de 16 anos fossem presos e detidos, e os alemães queimaram suas casas e impuseram toque de recolher. 

#### Intensificação da resistência

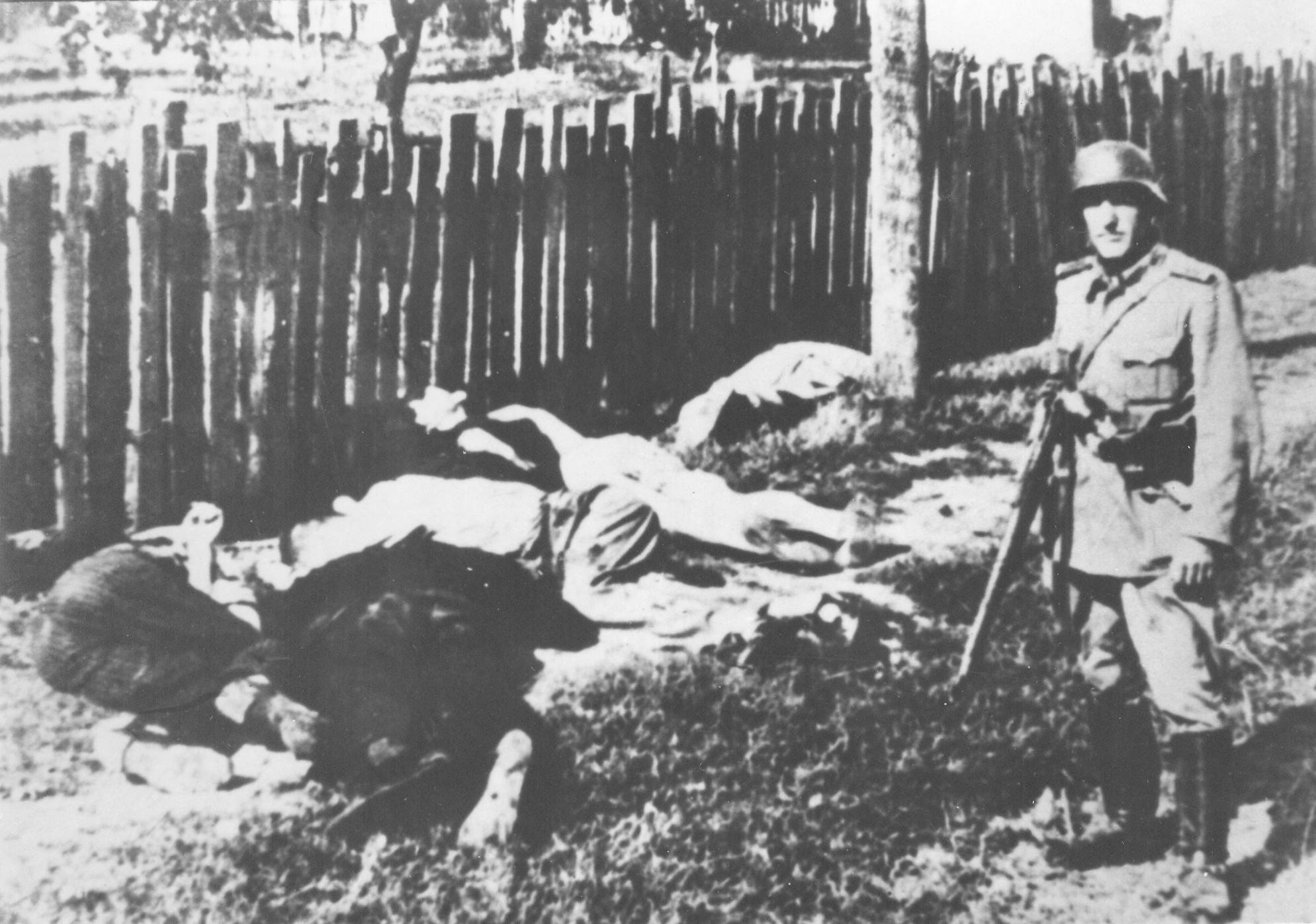
Em agosto de 1941, a vila de Skela foi destruída em represália após a morte de um oficial alemão

Em 13 de agosto, Bader renegou a promessa de Danckelmann de permitir que o Governo Comissário mantivesse o controle da gendarmaria sérvia e ordenou que ela fosse reorganizada em unidades de 50 a 100 homens sob a direção de comandantes alemães locais.  Ele também instruiu os três comandantes de divisão a formarem seus batalhões Jagdkommandos, "equipes de caçadores" com armas leves e móveis, incorporando elementos do Einsatzgruppe Serbien e da gendarmaria.  No dia seguinte, a administração Aćimović apelou aos rebeldes para regressarem às suas casas e anunciou recompensas pela morte dos rebeldes e dos seus líderes. 
A administração Aćimović sofreu 246 ataques entre 1 de julho e 15 de agosto, matando 82 rebeldes e perdendo 26. Os alemães começaram a atirar em reféns e a queimar aldeias em resposta aos ataques.  Em 17 de agosto, uma companhia do 724º Regimento de Infantaria da 704ª Divisão de Infantaria matou 15 comunistas em combates perto de Užice, depois atirou em outros 23 que prenderam sob suspeita de contrabandear provisões para comunistas internados. Os corpos de 19 dos homens executados foram enforcados na estação ferroviária de Užice.  No final de agosto, o 433º Regimento de Infantaria da 164ª Divisão de Infantaria, baseado em Salônica, recebeu ordem de destacar um batalhão sob o comando de Bader.  Durante o mês de agosto, ocorreram 242 ataques à administração e à gendarmaria sérvias, bem como a linhas ferroviárias, fios telefônicos, minas e fábricas. A linha ferroviária Belgrado-Užice- Ćuprija - Paraćin -Zaječar foi a mais atingida.  Um sinal da rápida escalada da revolta foi que 135 dos ataques ocorreram nos últimos 10 dias do mês.  As próprias tropas alemãs perderam 22 mortos e 17 feridos. No final do mês, o número de comunistas e judeus fuzilados ou enforcados chegou a 1.000.  O número de guerrilheiros no território cresceu para cerca de 14.000 em agosto. 
Para fortalecer o governo fantoche, Danckelmann queria encontrar um sérvio que fosse ao mesmo tempo bem conhecido e altamente considerado pela população, que pudesse reunir algum tipo de força armada sérvia e que estivesse disposto a usá-la implacavelmente contra os rebeldes, permanecendo sob pleno domínio alemão. ao controle. Essas ideias resultaram na substituição de toda a administração Aćimović no final de agosto de 1941. 

#### Formação do Governo de Salvação Nacional

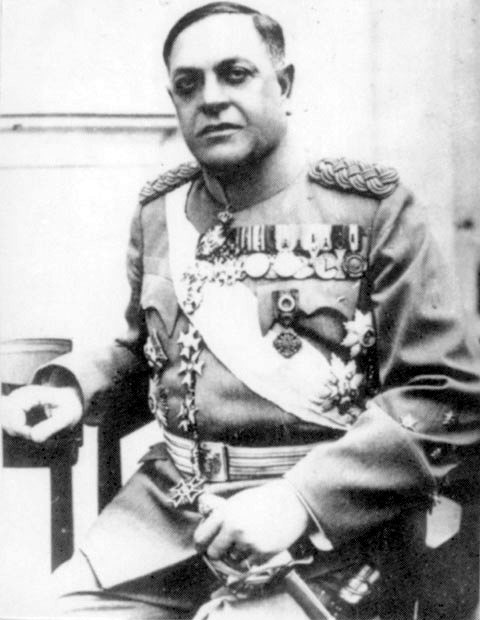
As autoridades alemãs nomearam o general Milan Nedić para liderar o novo governo fantoche

Em resposta a um pedido de Benzler, o Ministério das Relações Exteriores enviou o SS-Standartenführer Edmund Veesenmayer para fornecer assistência no estabelecimento de um novo governo fantoche que atendesse aos requisitos alemães.  Cinco meses antes, Veesenmayer havia arquitetado a proclamação do NDH.  Veesenmayer se envolveu em uma série de consultas com comandantes e oficiais alemães em Belgrado, entrevistou uma série de possíveis candidatos para liderar o novo governo fantoche e, em seguida, selecionou o ex-ministro iugoslavo do Exército e da Marinha, general Milan Nedić, como o melhor disponível. Os alemães tiveram que exercer uma pressão significativa sobre Nedić para encorajá-lo a aceitar a posição, incluindo ameaças de trazer tropas búlgaras e húngaras para o território ocupado e de enviá-lo para a Alemanha como prisioneiro de guerra.  Ao contrário da maioria dos generais iugoslavos, Nedić não foi internado na Alemanha após a capitulação, mas em vez disso foi colocado em prisão domiciliar em Belgrado. 
Em 27 de agosto de 1941, cerca de setenta e cinco sérvios proeminentes convocaram uma reunião em Belgrado, onde resolveram que Nedić deveria formar um Governo de Salvação Nacional (em sérvio:  Влада Националног Спаса) para substituir o Governo Comissário,  e no mesmo dia, Nedić escreveu a Danckelmann concordando em se tornar o Primeiro Ministro do novo governo com base em cinco condições e algumas concessões adicionais. Dois dias depois, as autoridades alemãs nomearam Nedić e o seu governo,  embora o poder real continuasse a residir nos ocupantes alemães.  Não há registro escrito sobre se Danckelmann aceitou as condições de Nedić, mas ele fez algumas das concessões solicitadas, incluindo permitir o uso de emblemas nacionais e estaduais sérvios pelo governo Nedić.  O Conselho de Ministros era composto por Nedić, Aćimović, Janković, Ognjen Kuzmanović, Josif Kostić, Panta Draškić, Ljubiša Mikić, Čedomir Marjanović, Miloš Radosavljević, Mihailo Olćan, Miloš Trivunac e Jovan Mijušković . Os ministros dividiram-se em três grandes grupos; aqueles associados intimamente a Nedić, aliados de Ljotić e Aćimović. Não havia ministro das Relações Exteriores ou ministro do Exército e da Marinha.  O próprio regime de Nedić "não tinha status sob o direito internacional, e nenhum poder além daquele delegado pelos alemães",  e "era simplesmente um órgão auxiliar do regime de ocupação alemão". 
O governo Nedić foi nomeado numa altura em que a resistência aumentava rapidamente. Só no dia 31 de Agosto, ocorreram 18 ataques a estações ferroviárias e linhas ferroviárias em todo o território.  Em 31 de agosto, a cidade de Loznica foi capturada pelo Destacamento Jadar Chetnik como parte de um acordo de cooperação mútua assinado com os Partidários. List ficou surpreso com a nomeação de Nedić, pois este não foi consultado. O facto consumado foi aceite, embora tivesse algumas reservas. Em 1 de setembro, ele emitiu ordens a Danckelmann e Bader para a supressão da revolta, mas não compartilhou o otimismo de Danckelmann sobre a capacidade de Nedić de suprimir a rebelião. 
O governo Nedić aparentemente tinha uma política de manter a Sérvia quieta para evitar o derramamento de sangue sérvio. O regime executou fielmente as exigências alemãs, visando garantir um lugar para a Sérvia na Nova Ordem Europeia criada pelos nazis.  A propaganda usada pelo regime de Nedić rotulou Nedić como o "pai da Sérvia", que estava reconstruindo a Sérvia e que aceitou o seu papel para salvar a nação.  As instituições formadas pelo governo Nedić eram semelhantes às da Alemanha nazista, enquanto os documentos assinados por Milan Nedić usavam terminologia racista retirada da ideologia nacional-socialista. A propaganda glorificou a "raça" sérvia, aceitando a sua "idade ariana", e determinou o que deveria ser o "espaço vital" sérvio. Exortou os jovens a seguirem Nedić na construção da Nova Ordem na Sérvia e na Europa. Nedić pretendia assegurar ao público que a guerra para a Sérvia havia acabado em abril de 1941. Ele percebeu o seu tempo como sendo “depois da guerra”, ou seja, como um tempo de paz, progresso e serenidade. Nedić afirmou que todas as ações do seu governo foram possibilitadas pelos ocupantes, a quem as pessoas deveriam ser gratas pela vida segura e pelo "lugar honroso de associados na construção do novo mundo". 
Nedić esperava que a sua colaboração salvasse o que restava da Sérvia e evitasse a destruição total pelas represálias alemãs. Ele manteve pessoalmente contato com o exilado rei Pedro da Iugoslávia, garantindo ao rei que ele não era outro Pavelić (o líder do Ustaše croata), e os defensores de Nedić alegaram que ele era como Philippe Pétain da França de Vichy (que teria defendido os franceses pessoas ao aceitar a ocupação) e negou que estivesse liderando um regime fraco de Quisling. 

#### Ponto de crise

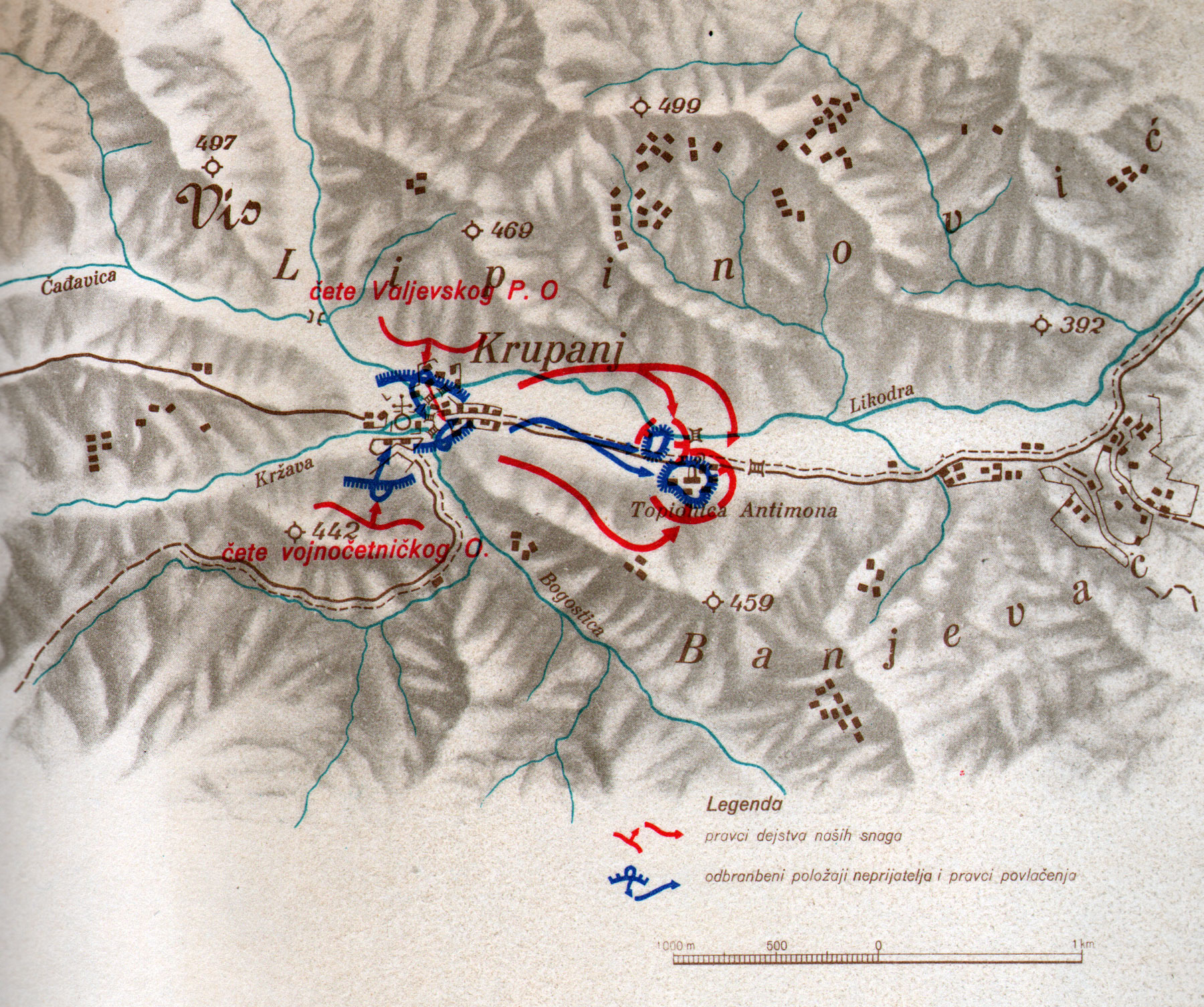
A captura de Krupanj foi um ponto de viragem na revolta

Logo após a nomeação do regime de Nedić, a insurgência atingiu um ponto de crise. No início de Setembro, a zona a norte de Valjevo, entre os rios Drina e Sava, era o centro de actividade de grupos insurgentes bem armados e bem liderados. Seis empresas foram atacadas contra atiradores de elite que tinham como alvo as tropas alemãs e a gendarmaria sérvia na área. Uma das companhias foi cercada e isolada em Koviljača, a sudoeste de Loznica, nas margens do Drina, e teve de ser evacuada por via aérea. Mas a situação alemã piorou gravemente quando a guarnição das fábricas de antimônio em Krupanj foi isolada no dia 1 de Setembro. No dia seguinte, os postos periféricos das 10ª e 11ª companhias do 724º Regimento de Infantaria da 704ª Divisão de Infantaria foram empurrados para Krupanj por ataques insurgentes. Os rebeldes exigiram a rendição da guarnição e, quando o prazo expirou, lançaram uma série de ataques às principais posições de ambas as empresas entre as 00h30 e as 06h00 do dia 3 de setembro. Naquela noite, ambas as empresas perceberam que corriam o risco de serem invadidas e tentaram romper o cerco no dia seguinte. Da 10ª Companhia, apenas 36 homens conseguiram chegar a Valjevo, e 42 homens estavam desaparecidos da 11ª Companhia.  No total, apesar do apoio aéreo, as duas empresas sofreram nove mortos, 30 feridos e 175 desaparecidos.
Em 4 de setembro, List instruiu Böhme a liberar o resto do 433º Regimento de Infantaria da 164ª Divisão de Infantaria para Bader. No final das contas, Böhme transferiu o 125º Regimento de Infantaria e um batalhão do 220º Regimento de Artilharia. Bader também assumiu o controle do 220º Batalhão Panzerjäger (Antitanque) da 164ª Divisão de Infantaria.  No dia seguinte, Danckelmann pediu que, se uma divisão da linha de frente não estivesse disponível para reforçar as tropas de Bader, fosse fornecida uma divisão do Exército de Substituição.  Na semana seguinte, os insurgentes realizaram 81 ataques a infra-estruturas, 175 à gendarmaria sérvia e 11 às tropas alemãs, que sofreram outros 30 mortos, 15 feridos e 11 desaparecidos.  Durante aquela semana, List informou ao OKW que as tropas disponíveis, incluindo as recentemente transferidas do comando de Böhme, não seriam suficientes para reprimir a rebelião. Ele recomendou que pelo menos uma divisão poderosa fosse transferida para a Sérvia o mais rápido possível, juntamente com tanques, carros blindados e trens blindados,  e pediu que um único comandante fosse nomeado para dirigir todas as operações contra os insurgentes. 
Em 9 de setembro, com a aprovação de Danckelmann, Nedić recrutou ex-soldados do Exército Iugoslavo para a gendarmaria e aumentou seu tamanho de 2–3.000 para 5.000. Ele também criou uma força policial auxiliar e uma espécie de milícia. Danckelmann também forneceu a Nedić 15.000 rifles e um número significativo de metralhadoras para equipar suas forças. Em 15 de setembro, Nedić utilizou um discurso de rádio para exigir que os insurgentes depusessem as armas e cessassem todos os atos de sabotagem. Ele estabeleceu tribunais especiais e iniciou um expurgo da burocracia.  A falta de sucesso alcançado por esta abordagem ficou evidente quando um batalhão de gendarmes se recusou a lutar contra os insurgentes e outro se rendeu a eles sem disparar um tiro. Quando Bader se opôs a uma implantação dispersa do 125º Regimento de Infantaria, Danckelmann insistiu que era necessário enviar um batalhão a Šabac para desarmar o batalhão da gendarmaria local, que se recusou a lutar. Após a derrota em Krupanj, as três divisões de ocupação foram aproximadas e concentradas com maior força, para reduzir a ameaça de mais empresas serem destruídas aos poucos. A 718ª Divisão de Infantaria fechou no lado oeste do Drina, a 704ª perto de Valjevo, a 714ª perto de Topola e a 717ª perto das minas de cobre em Bor.  A dispersão do 125º Regimento de Infantaria significou que Bader foi incapaz de montar uma ofensiva planejada contra Valjevo. Por esta altura, os alemães não tinham controlo efetivo da área a oeste da linha Mitrovica-Šabac-Valjevo-Užice. 

#### Reforços
Em 14 de setembro, o pedido de reforço de List foi finalmente acordado pelo OKH. A 342ª Divisão de Infantaria recebeu ordem de sair das funções de ocupação na França,  e o I Batalhão do 202º Regimento Panzer da 100ª Brigada Panzer, equipado com tanques franceses Somua S-35 e Hotchkiss H35 capturados,  também foi transferido para Bader. 

#### Operação Mačva
A 342ª Divisão de Infantaria iniciou a sua primeira grande operação no final de setembro na região de Mačva, a oeste de Šabac, entre o Drina e o Sava. A área visada era de aproximadamente 600km2 em tamanho. A primeira fase da operação foi a limpeza de Šabac de 24 a 27 de setembro, para a qual a divisão foi reforçada pelo II/750º Regimento de Infantaria da 718ª Divisão de Infantaria e por uma companhia do 64º Batalhão de Polícia de Reserva. A segunda fase envolveu a limpeza de uma área mais ampla de 28 de setembro a 9 de outubro, apoiada por reconhecimento aéreo, com apoio limitado de bombardeiros de mergulho também disponível. 

#### Operação do Monte Cer
A operação Mačva foi seguida imediatamente por uma operação destinada a expulsar os insurgentes da área do Monte Cer. De 10 a 15 de outubro, a 342ª Divisão de Infantaria conduziu uma operação mais direcionada em torno do Monte Cer, de onde os insurgentes visados na operação Mačva se retiraram. Durante esta operação, a divisão foi reforçada com a maioria dos tanques franceses capturados do I/202º Regimento Panzer. 

#### Operação Jadar

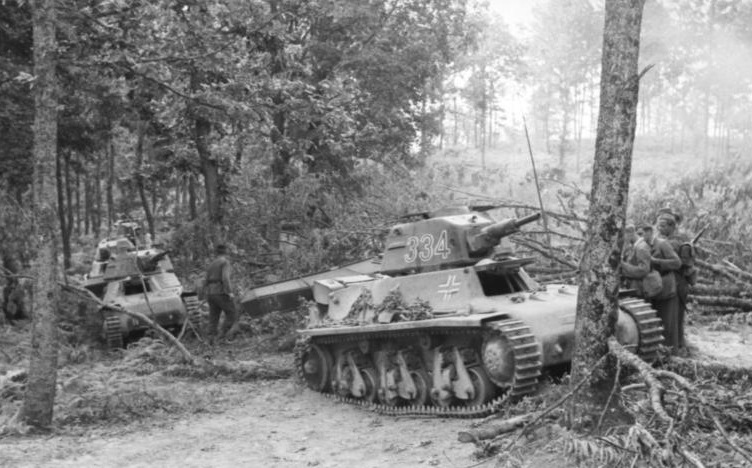
Vários tanques Panzerkampfwagen 38H 735(f) do I Batalhão, 202º Regimento Panzer operando em áreas florestais no final de 1941

Após alguns dias de pausa, nos dias 19 e 20 de Outubro a 342.ª Divisão de Infantaria conduziu a sua terceira grande operação, com o objectivo de limpar a região de Jadar e o principal centro de actividade insurgente naquela área, Krupanj. Manteve o apoio de duas empresas Panzer e teve apoio de fogo disponível de barcos-patrulha húngaros de sua Flotilha do Danúbio. 

#### Conflitos com a resistência

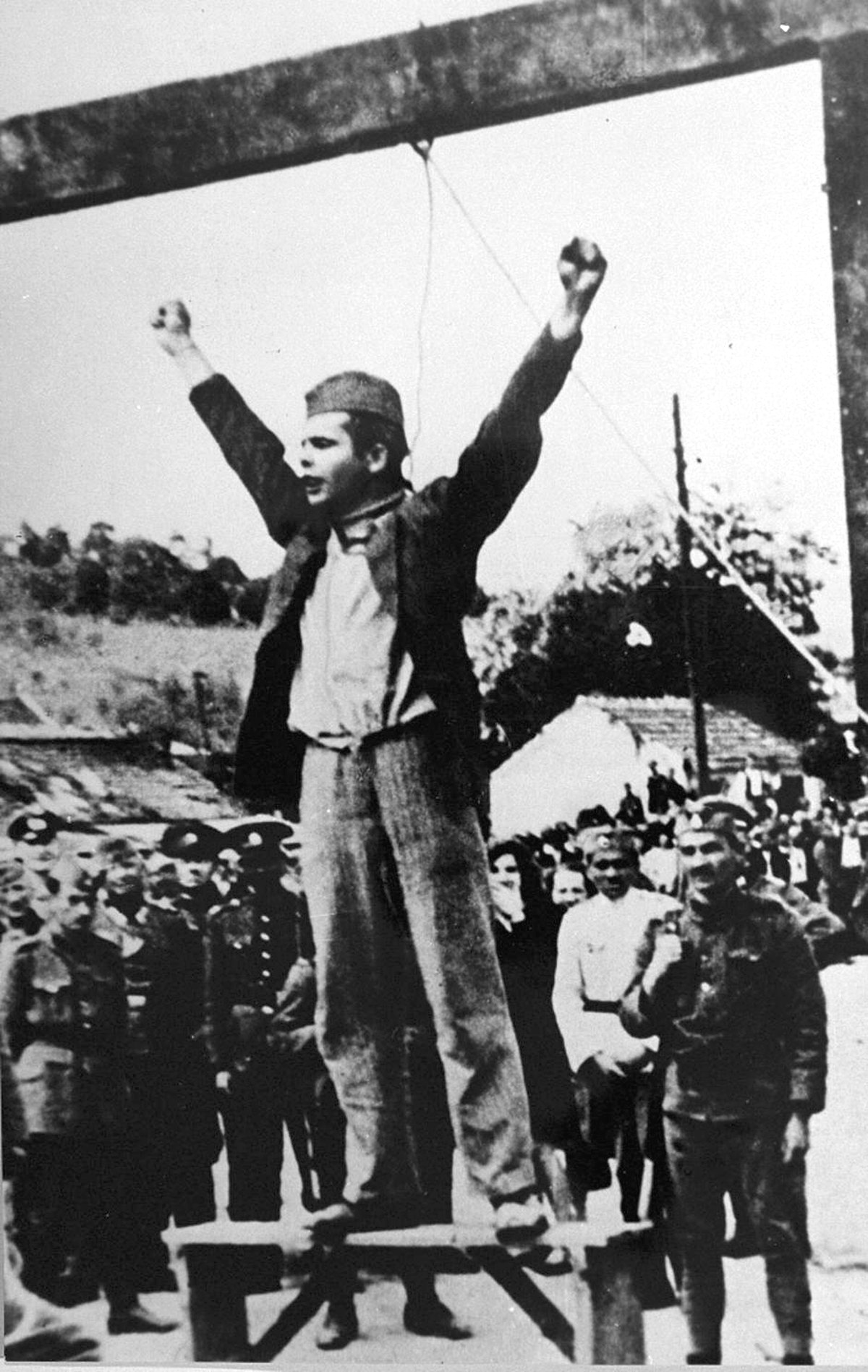
O combatente da resistência partidária Stjepan Filipović gritando "Morte ao fascismo, liberdade ao povo!" segundos antes de sua execução por uma unidade da Guarda Estatal Sérvia em Valjevo

No final de 1941, com cada ataque de chetniks e guerrilheiros, ocorreram mais massacres de represália cometidos pelas forças armadas alemãs contra os sérvios. O maior grupo de oposição Chetnik liderado por Mihailović decidiu que era do interesse dos sérvios encerrar temporariamente as operações contra os alemães até que derrotar de forma decisiva as forças armadas alemãs parecesse possível. Mihailović justificou isto dizendo: "Quando tudo acabar e, com a ajuda de Deus, eu estiver preservado para continuar a luta, resolvi que nunca mais traria tamanha miséria ao país, a menos que pudesse resultar na libertação total".  Mihailović decidiu então relutantemente permitir que alguns Chetniks se juntassem ao regime de Nedić para lançar ataques contra os partidários de Tito.  Mihailović via como a principal ameaça aos chetniks e, em sua opinião, aos sérvios, como os guerrilheiros  que se recusaram a recuar na luta, o que quase certamente resultaria em mais massacres de represália alemã contra os sérvios. Com armas fornecidas pelos alemães, aqueles chetniks que se juntaram às forças armadas colaboracionistas de Nedić, para que pudessem prosseguir a sua guerra civil contra os guerrilheiros sem medo de ataques dos alemães, contra os quais pretendiam voltar-se mais tarde. Isto resultou num aumento de recrutas para as forças armadas do regime. 

### 1942
Em dezembro de 1941 e início de janeiro de 1942, os líderes Chetnik do leste da Bósnia, incluindo Jezdimir Dangić, em aliança com o governo de Milan Nedić e a liderança militar alemã em Belgrado, negociaram a secessão de 17 distritos do leste da Bósnia e sua anexação à Sérvia de Nedić. Durante estas negociações foi formada a administração temporária de Chetnik no leste da Bósnia com a intenção de estabelecer autonomia enquanto a área não se unisse à Sérvia. Naquela época, parece que o movimento Chetnik conseguiu criar uma base inicial para a "Grande Sérvia", mas com a atividade diplomática das autoridades do NDH em direção a Berlim, as tentativas de alterar as fronteiras estaduais do NDH foram impedidas.

### 1943
Em janeiro de 1943, Nedić propôs uma lei básica para a Sérvia, na verdade uma constituição que cria um estado corporativo autoritário semelhante ao há muito defendido por Dimitrije Ljotić e seu Movimento Nacional Iugoslavo fascista do pré-guerra. Bader pediu a opinião dos vários chefes de agências e, apesar de alguns especialistas recomendarem a sua adoção, Meyszner opôs-se fortemente, vendo-o como uma ameaça aos interesses alemães. Passado para Löhr e depois para Hitler, uma resposta foi recebida em março. Hitler considerou isso "inoportuno".  Nedić durante as negociações com Hitler e Hermann Neubacher estava armando e organizando bandos Chetnik bósnios na tentativa de expandir sua influência no leste da Bósnia. Um dos amigos e colaboradores pessoais mais próximos de Mihailović, Pavle Đurišić, simultaneamente ocupou o comando de Nedić e, em 1943, tentou exterminar os muçulmanos e pró-partidários da região de Sandžak.  Os massacres que ele realizou foram comparados aos massacres croatas Ustashe e muçulmanos de sérvios no NDH em 1941.  Nedić foi recebido por Hitler e pelo ministro das Relações Exteriores alemão, Joachim von Ribbentrop, na Toca do Lobo de Hitler em 18 de setembro de 1943,  onde Nedić solicitou a anexação da Bósnia Oriental, Montenegro, Sanjaco, Cossovo-Metóquia e Srem, mas esta foi rejeitada. Os alemães logo consideraram as execuções em massa de sérvios ineficazes e contraproducentes, pois tendiam a levar a população para os braços dos insurgentes. Os massacres levaram Nedić a pedir que os fuzilamentos arbitrários contra os sérvios fossem interrompidos. Böhme concordou e ordenou a suspensão das execuções até novo aviso.  A proporção de 100 execuções para um soldado morto e 50 execuções para um soldado ferido foi reduzida pela metade em fevereiro de 1943 e totalmente removida no final do ano.

### 1944
Os primeiros seis meses de 1944 foram marcados por intensos combates nas partes oeste e sul do país, enquanto os guerrilheiros iugoslavos faziam várias incursões através dos rios Drina e Lim. Estas foram feitas para aumentar os destacamentos locais com forças veteranas da Bósnia e Montenegro, derrotar os Chetniks e fortalecer as posições do NOVJ em antecipação à chegada das forças soviéticas do leste. 

#### Colapso
No outono de 1944, a Frente Oriental quase alcançou o território. A maior parte da Sérvia foi libertada dos alemães durante a Ofensiva de Belgrado levada a cabo pelo Exército Vermelho, pelos Partidários Jugoslavos e pelas forças búlgaras. Com o início da Ofensiva de Belgrado pelo Exército Vermelho e pelos Partidários, a administração foi evacuada da Sérvia para Viena em outubro de 1944. 
Os governos fantoches estabelecidos pelos alemães eram pouco mais do que órgãos subsidiários das autoridades de ocupação alemãs, cuidando de parte da administração do território e partilhando a culpa pelo governo brutal dos alemães. Eles não tinham posição internacional, mesmo dentro do Eixo. Os seus poderes, bastante limitados desde o início, foram ainda mais reduzidos ao longo do tempo, o que foi frustrante e difícil em particular para Nedić.  Apesar das ambições do governo Nedić de estabelecer um estado independente, a área permaneceu subordinada às autoridades militares alemãs até ao fim da sua existência.  
O verdadeiro poder residia nos Comandantes Militares da administração, que controlavam tanto as forças armadas alemãs como as forças colaboracionistas sérvias. Em 1941, o comandante militar da administração, Franz Böhme, respondeu aos ataques da guerrilha às forças alemãs executando a política alemã em relação aos guerrilheiros de que 100 pessoas seriam mortas por cada alemão morto e 50 pessoas mortas por cada alemão ferido. O primeiro conjunto de represálias foram os massacres em Kragujevac e em Kraljevo pela Wehrmacht. Posteriormente, estas revelaram-se contraproducentes para as forças alemãs, pois arruinaram qualquer possibilidade de ganhar um número substancial de sérvios para apoiar o regime colaboracionista de Nedić. Além disso, descobriu-se que em Kraljevo, um grupo de trabalhadores sérvios que construía aviões para as forças do Eixo estava entre as vítimas. Os massacres levaram Nedić a pedir que os fuzilamentos arbitrários contra os sérvios fossem interrompidos. Böhme concordou e ordenou a suspensão das execuções até novo aviso. 

## Geografia

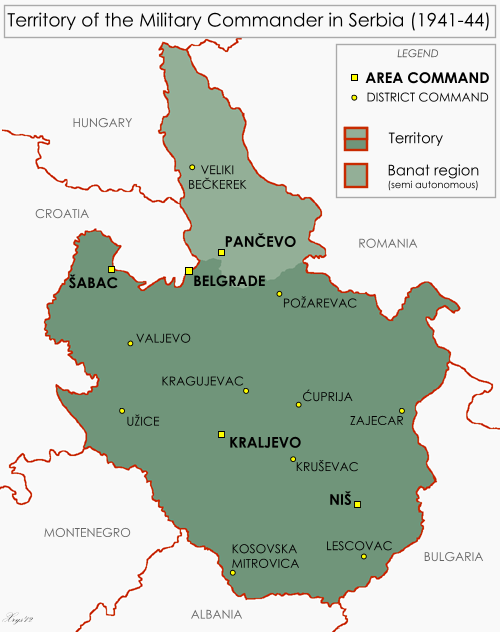
O Território do Comandante Militar na Sérvia foi a combinação das áreas verdes mais claras e mais escuras mostradas

### Sérvia remanescente
No dia em que o Eixo invadiu a Iugoslávia, Hitler emitiu instruções para o desmembramento do país, intituladas "Diretrizes Temporárias para a Divisão da Iugoslávia". Estas instruções determinavam que o que Hitler considerava Alt Serbien (Velha Sérvia, significando o território do Reino da Sérvia antes das Guerras Balcânicas), seria colocado sob ocupação alemã. Esta decisão reflectiu a raiva que Hitler sentia contra os sérvios, que ele via como os principais instigadores do Golpe de Estado na Iugoslávia em 1941, que derrubou o governo jugoslavo que tinha aderido ao Pacto Tripartido dois dias antes. A abordagem geral que Hitler adoptou nestas instruções foi garantir que a Sérvia fosse punida sendo reduzida a um "resíduo". 

### Banato
Após discussões com os governos romeno e húngaro, Hitler decidiu que a região da Voivodina seria dividida pelo rioTisza, com a porção oriental (o Banato) sendo colocada sob ocupação alemã juntamente com a "Velha Sérvia". A porção da Voivodina a oeste do Tisa foi ocupada e logo anexada pelos húngaros. A rivalidade romeno-húngara não foi a única razão para manter o Banato sob ocupação alemã, pois também continha cerca de 120.000 alemães étnicos (ou Volksdeutsche) e era uma região económica valiosa. Além do Tisa, as outras fronteiras do Banat eram o Danúbio, ao sul, e as fronteiras iugoslava-romena e iugoslava-húngara pós-Primeira Guerra Mundial, no norte e no leste. 

### Sírmia
Uma área do leste da Sírmia foi inicialmente incluída no território ocupado por razões militares e económicas, especialmente porque o aeroporto e a estação de rádio de Belgrado estavam ali localizados. O número de Volksdeutsche que vivem na área, juntamente com o seu papel no fornecimento de alimentos para Belgrado, também foram fatores na decisão original. Durante este período inicial, a fronteira entre o território ocupado e o NDH corria entre as aldeias de Slankamen, no Danúbio, e Boljevci, no Sava. No entanto, após pressão do NDH apoiado pelo embaixador alemão em Zagreb, Siegfried Kasche, foi gradualmente transferido para o controle do NDH com a aprovação do Comandante Militar na Sérvia,  e tornou-se parte formal do NDH em 10 de outubro de 1941,  formando os distritos de Zemun e Stara Pazova do condado de Vuka do NDH. O Volksdeutsche local logo pediu que a área fosse devolvida ao controle alemão, mas isso não ocorreu. Como resultado da transferência desta região, as fronteiras do NDH chegaram então aos arredores de Belgrado. 

### Fronteira ocidental
Grande parte da fronteira ocidental entre o território ocupado e o NDH foi aprovada pelos alemães e anunciada por Ante Pavelić em 7 de junho de 1941. No entanto, esta fronteira aprovada apenas seguiu o Drina a jusante até Bajina Bašta, e para além deste ponto a fronteira não tinha sido finalizada. Em 5 de julho de 1941, esta fronteira foi fixada como continuando a seguir o Drina até a confluência com o afluente Brusnica, a leste da vila de Zemlica, e depois a leste do Drina, após a fronteira entre a Bósnia e Herzegovina e a Sérvia antes da Primeira Guerra Mundial. 

### Sandžak
A região de Sandžak foi inicialmente dividida entre os alemães no norte e os italianos no sul, utilizando uma extensão da chamada "Linha de Viena", que dividiu a Iugoslávia em zonas de influência alemã e italiana. A fronteira do território ocupado através do Sandžak foi modificada várias vezes em rápida sucessão durante abril e maio de 1941, acabando por se estabelecer na linha geral de Priboj – Nova Varoš – Sjenica – Novi Pazar, embora as cidades de Rudo, Priboj, Nova Varoš, Sjenica e Duga Poljana estavam no lado montenegrino da fronteira ocupado pelos italianos.  A cidade de Novi Pazar permaneceu em mãos alemãs.  O governo do NDH estava insatisfeito com estes acordos, pois queria anexar o Sandžak ao NDH e considerou que seria mais fácil para eles conseguirem isso se os alemães ocupassem uma parte maior da região. 

### Kosovo
A linha entre o território de ocupação alemão e a Albânia italiana na região do Kosovo foi a causa de um conflito de interesses significativo, principalmente devido às importantes minas de chumbo e zinco em Trepča e à importante linha ferroviária Kosovska Mitrovica – Pristina – Uroševac – Kačanik – Skopje. No final das contas, os alemães prevaleceram, com a "Linha de Viena" estendendo-se de Novi Pazar em Sandžak através de Kosovska Mitrovica e Pristina, ao longo da ferrovia entre Pristina e Uroševac e depois em direção a Tetovo na atual Macedônia do Norte antes de virar para nordeste para encontrar o território anexado pela Bulgária. perto de Orlova Čuka. Os distritos de Kosovska Mitrovica, Vučitrn e Lab, juntamente com parte do distrito de Gračanica, faziam todos parte do território ocupado pelos alemães. Este território incluía uma série de outras minas importantes, incluindo a mina de chumbo em Belo Brdo, uma mina de amianto perto de Jagnjenica e uma mina de magnesita em Dubovac, perto de Vučitrn. 

## Administração

Estandarte pessoal de um comandante militar alemão de um território ocupado (Militärbefehlshaber)

O território da Sérvia foi a única área da Jugoslávia em que os alemães impuseram um governo militar de ocupação, em grande parte devido às principais rotas de transporte e aos importantes recursos localizados no território. Apesar do acordo prévio com os italianos de que estabeleceriam uma «Sérvia independente», a Sérvia tinha de facto um governo fantoche, a Alemanha não lhe concedeu qualquer estatuto no direito internacional, excepto o de um país totalmente ocupado, e não gozou de estatuto diplomático formal com o Potências do Eixo e seus satélites, como fez o NDH.  Os acordos de ocupação sofreram uma série de mudanças entre abril de 1941 e 1944, no entanto, durante a ocupação alemã, o comandante militar na Sérvia foi o chefe do regime de ocupação. Esta posição sofreu uma série de mudanças de título durante a ocupação. A administração quotidiana da ocupação foi conduzida pelo chefe do ramo da administração militar responsável perante o comandante militar na Sérvia. Os governos fantoches estabelecidos pelos alemães eram responsáveis perante o chefe da administração militar, embora cadeias múltiplas e muitas vezes paralelas de comando e controlo alemão significassem que o governo fantoche era responsável perante diferentes funcionários alemães por diferentes aspectos do regime de ocupação, tais como o especial plenipotenciário para assuntos económicos e o Alto Líder da SS e da Polícia.  Por exemplo, o plenipotenciário para assuntos económicos, Franz Neuhausen, que era o representante pessoal de Göring no território ocupado, era directamente responsável perante o Reichsmarshall por aspectos do Plano de Quatro Anos Alemão, e tinha controlo total sobre a economia sérvia. 
O território era administrado diariamente pela Administração Militar da Sérvia (em alemão:  Militärverwaltung in Serbien). Com o ramo económico, a Administração Militar formou inicialmente um dos dois ramos de estado-maior responsáveis perante o Comandante Militar na Sérvia. Em janeiro de 1942, com a nomeação de um SS Superior e Líder da Polícia na Sérvia, um ramo policial foi adicionado. Embora os chefes dos ramos económico e policial do Estado-Maior fossem teoricamente responsáveis perante o Comandante Militar na Sérvia, na prática eram diretamente responsáveis perante os seus respetivos chefes em Berlim. Isto criou rivalidade e confusão significativas entre os ramos do estado-maior, mas também criou dificuldades esmagadoras para o governo fantoche de Nedić, que era responsável perante o chefe da administração militar, que tinha pouco controlo ou influência sobre os chefes dos outros ramos do estado-maior. 
Os oficiais que serviam como comandante militar do território eram os seguintes:
| N°                                              | Retrato                      | Nome                                                       | Mandato                      | Mandato                      | Tempo no Cargo               |
| N°                                              | Retrato                      | Nome                                                       | Posse                        | Desapossamento               | Tempo no Cargo               |
| Comandante Militar na Sérvia                    | Comandante Militar na Sérvia | Comandante Militar na Sérvia                               | Comandante Militar na Sérvia | Comandante Militar na Sérvia | Comandante Militar na Sérvia |
| ----------------------------------------------- | ---------------------------- | ---------------------------------------------------------- | ---------------------------- | ---------------------------- | ---------------------------- |
| 1                                               |                              | General der Flieger Helmuth Förster (1889–1965)            | 20 de abril de 1941          | 9 de junho de 1941           | 50 dias                      |
| 2                                               |                              | General der Flakartillerie Ludwig von Schröder (1884–1941) | 9 de junho de 1941           | 18 de julho de 1941          | 39 dias                      |
| 3                                               |                              | General der Flieger Heinrich Danckelmann (1889–1947)       | 27 de julho de 1941          | 19 de setembro de 1941       | 54 dias                      |
| Comandante Geral Plenipotenciário na Sérvia     |                              |                                                            |                              |                              |                              |
| 4                                               |                              | General der Gebirgstruppe Franz Böhme (1885–1947)          | 19 de setembro de 1941       | 6 de dezembro de 1941        | 78 dias                      |
| 5                                               |                              | General der Artillerie Paul Bader (1883–1971)              | 6 de dezembro de 1941        | 2 de fevereiro de 1942       | 58 dias                      |
| Comandante Geral e Comandante Militar na Sérvia |                              |                                                            |                              |                              |                              |
| 5                                               |                              | General der Artillerie Paul Bader (1883–1971)              | 2 de fevereiro de 1942       | 26 de agosto de 1943         | 1 ano, 205 dias              |
| Comandante, Sudeste da Europa                   |                              |                                                            |                              |                              |                              |
| 6                                               |                              | General der Infanterie Hans Felber (1889–1962)             | 26 de agosto de 1943         | 20 de outubro de 1944        | 1 ano, 55 dias               |

### Divisões administrativas

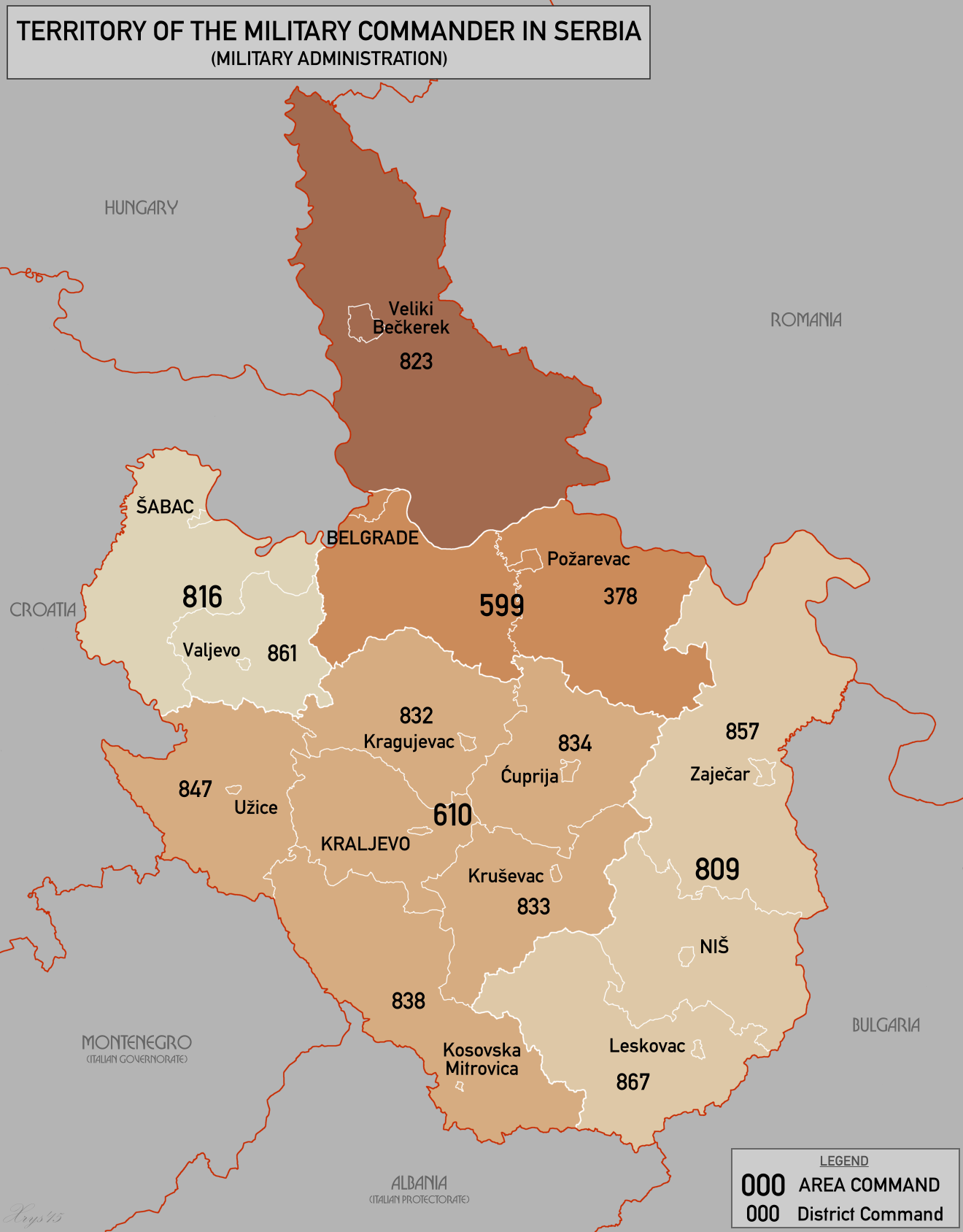
Áreas de administração militar

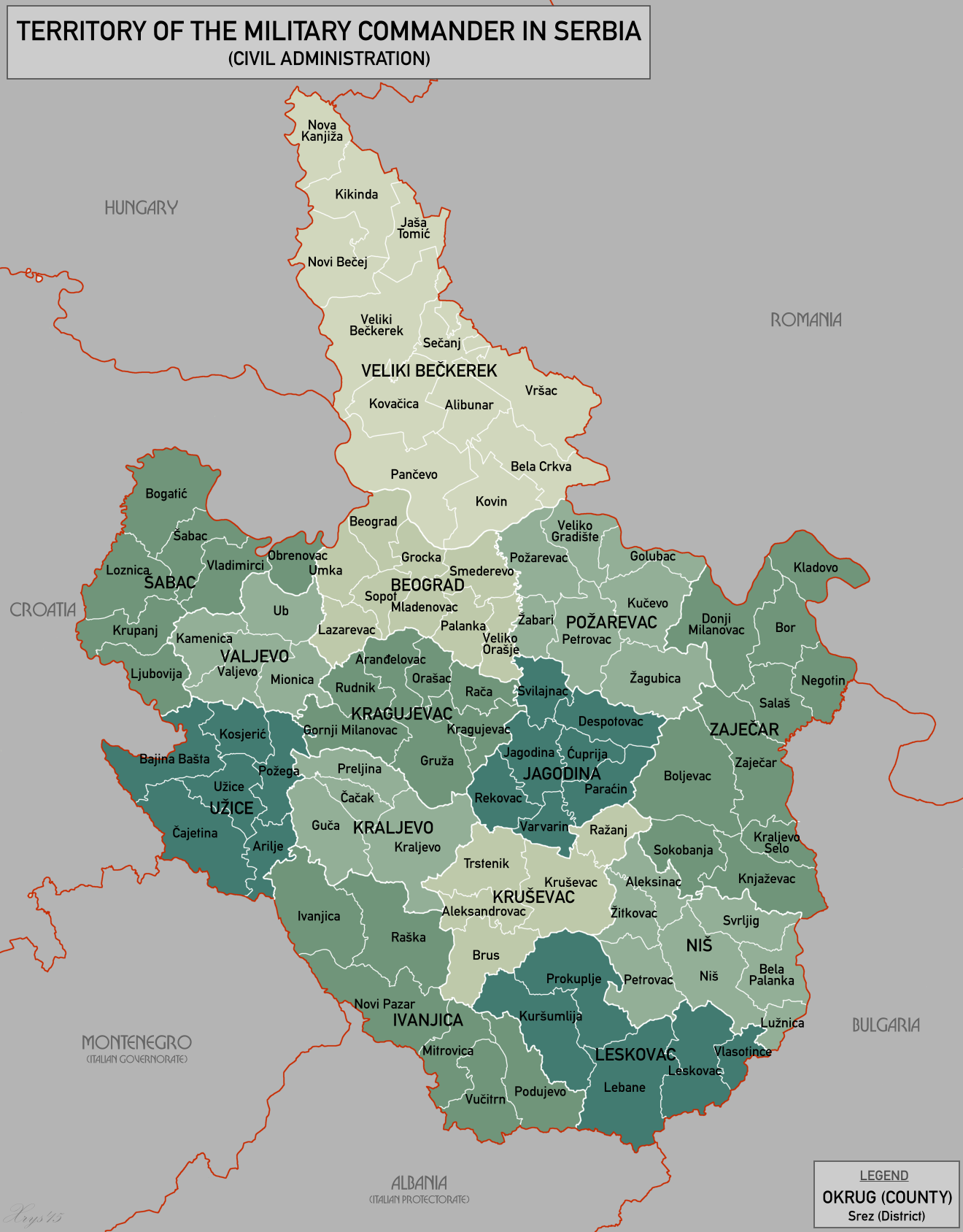
Áreas da administração civil

Os alemães criaram quatro comandos de área militar (em alemão:  Feldkommandanturen) dentro do território ocupado, com cada comando de área dividido em um ou mais comandos distritais (em alemão:  Kreiskommandanturen), e cerca de cem cidades e localidades tinham comandos de cidade ou posto (em alemão:  Platzkommandanturen or Ortskommandanturen) que estavam sob o controle dos comandos distritais. Cada comando de área ou distrito tinha o seu próprio pessoal militar, administrativo, económico, policial e outros, dependendo das necessidades locais, o que permitia ao chefe da Administração Militar implementar decretos e políticas alemãs em todo o território ocupado. Em dezembro de 1941, as áreas da administração militar foram ajustadas para se conformarem às áreas civis correspondentes. 
No Banat, um comando de área (nº 610) foi inicialmente estabelecido em Pančevo, com um comando distrital (nº 823) em Veliki Bečkerek. O comando da área de Pančevo foi posteriormente transferido para Kraljevo, mas o comando distrital de Veliki Bečkerek permaneceu no local, tornando-se um comando distrital independente, reportando-se diretamente ao Comandante Militar. 
De dezembro de 1941 até a retirada alemã, os comandos de área alemães estavam localizados em Belgrado, Niš, Šabac e Kraljevo, com comandos distritais como segue: 
- Comando de Área nº 599 Belgrado: Comando Distrital nº 378 em Požarevac.
- Comando de Área nº 809 Niš: Comandos Distritais nº 857 em Zaječar e nº 867 em Leskovac.
- Comando de Área nº 816 Šabac: Comando Distrital nº 861 em Valjevo.
- Comando de área nº 610 Kraljevo: Comandos distritais nº 832 em Kragujevac, nº 833 em Kruševac, nº 834 em Ćuprija, nº 838 em Kosovska Mitrovica e nº 847 em Užice.

Os comandantes de área e distrito alemães dirigiram e supervisionaram o representante correspondente do governo fantoche sérvio. 
O governo fantoche estabeleceu okruzi e srezovi, tendo o primeiro limites idênticos aos distritos militares.

## Militares

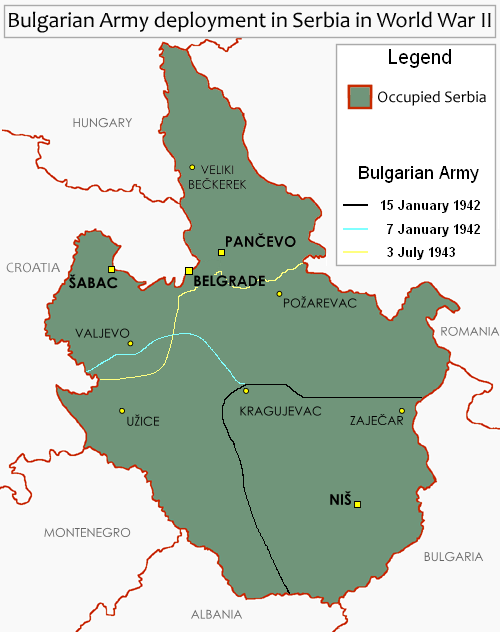
Implantações do Exército Búlgaro na Sérvia ocupada durante a Segunda Guerra Mundial

### Forças de ocupação do eixo
Devido à gravidade do levante iniciado em julho de 1941, os alemães começaram a enviar tropas de combate de volta ao território, começando em setembro com o 125º Regimento de Infantaria apoiado por artilharia adicional enviada da Grécia, e no final do mês o 342º A Divisão de Infantaria começou a chegar da França ocupada. Um destacamento da 100ª Brigada de Tanques também foi enviado ao território. Estas tropas foram utilizadas contra a resistência no noroeste do território, que pacificaram no final de outubro. Devido à resistência mais forte no sudoeste, a 113ª Divisão de Infantaria chegou da Frente Oriental em novembro e esta parte do território também foi pacificada no início de dezembro de 1941. 
Após a supressão da revolta, os alemães retiraram novamente as formações de combate do território, deixando para trás apenas as divisões da guarnição mais fracas. Em janeiro de 1942, a 113ª Divisão de Infantaria retornou à Frente Oriental, e a 342ª Divisão de Infantaria desdobrou-se para o NDH para combater os Partidários. Para proteger as ferrovias, rodovias e outras infra-estruturas, os alemães começaram a fazer uso de tropas de ocupação búlgaras em grandes áreas do território ocupado, embora estas tropas estivessem sob comando e controle alemão. Isto ocorreu em três fases, com o 1º Corpo de Ocupação Búlgaro composto por três divisões entrando no território ocupado em 31 de dezembro de 1941. Este corpo foi inicialmente responsável por cerca de 40% do território (excluindo o Banat), limitado pelo rio Ibar a oeste entre Kosovska Mitrovica e Kraljevo, pelo rio Morava ocidental entre Kraljevo e Čačak, e depois por uma linha que corre aproximadamente a leste de Čačak através de Kragujevac até à fronteira com a Bulgária. Eles foram, portanto, responsáveis por grandes seções das linhas ferroviárias Belgrado – Niš – Sófia e Niš – Skopje, bem como pela principal rodovia Belgrado – Niš – Skopje. 
Em janeiro de 1943, a área búlgara foi expandida para oeste para incluir todas as áreas a oeste do rio Ibar e ao sul de uma linha que vai aproximadamente a oeste de Čačak até a fronteira com o Montenegro ocupado e o NDH.  Isso liberou a 7ª Divisão de Montanha Voluntária SS Prinz Eugen, que estava guarnecendo esta área durante o inverno, para se deslocar para o NDH e participar do Caso Branco contra os Partidários. Muitos membros do Volksdeutsche da Sérvia e do Banat serviam na 7ª Divisão Voluntária de Montanha SS Prinz Eugen .  Esta divisão foi responsável por crimes de guerra cometidos contra os povos da Bósnia e Herzegovina. 
Em julho de 1943, a zona de ocupação búlgara expandiu-se para norte, com uma quarta divisão, a 25ª Divisão substituindo a 297ª Divisão de Infantaria no resto do território (excluindo o Banat) que não partilhava fronteira com o NDH. A partir deste ponto, as forças alemãs ocuparam apenas diretamente a área imediata de Belgrado, a região noroeste do território que fazia fronteira com o NDH, e o Banato. 

### Forças colaboracionistas
Além da Wehrmacht, que era o exército do Eixo dominante no território, e (a partir de janeiro de 1942) das forças armadas búlgaras, os alemães dependiam de formações colaboracionistas locais para a manutenção da ordem.  Os movimentos locais foram formados nominalmente como subordinados ao governo fantoche local, mas permaneceram sob controle direto alemão durante a guerra. A principal formação colaboracionista foi a Guarda Estatal da Sérvia, que funcionou como o "exército regular" do Governo de Salvação Nacional do General Nedić (daí o seu apelido, Nedićevci). Em outubro de 1941, as forças sérvias equipadas pelos alemães tornaram-se, sob supervisão, cada vez mais eficazes contra a resistência. 
Além dos regulares da Guarda Estatal Sérvia, havia três grupos armados auxiliares alemães oficialmente organizados, formados durante a ocupação alemã. Eram o Corpo de Voluntários Sérvio, o Corpo Russo e a pequena Tropa Auxiliar da Polícia composta pelo Volksdeutsche russo. Os alemães também usaram dois outros grupos armados como auxiliares, os destacamentos Pećanac Chetniks de Kosta Pećanac, que começaram a colaborar com os alemães a partir do momento da nomeação do governo Nedić em agosto de 1941, e mais tarde os destacamentos Chetnik 'legalizados' de Mihailović.  Algumas dessas organizações usavam o uniforme do Exército Real Iugoslavo, bem como capacetes e uniformes comprados na Itália, enquanto outras usavam uniformes e equipamentos da Alemanha. 
O principal deles era o Corpo de Voluntários Sérvios, composto em grande parte por paramilitares e apoiadores do Movimento Nacional Iugoslavo fascista (ZBOR) de Ljotić (daí o apelido Ljotićevci ). Fundada em 1941, a formação foi inicialmente chamada de "Comando Voluntário Sérvio", mas foi reorganizada em 1943 e renomeada como "Corpo Voluntário Sérvio", com Kosta Mušicki como líder operacional.  No final de 1944, o Corpo e seu estado-maior de ligação alemão foram transferidos para a Waffen-SS como Corpo SS sérvio e compreendia um estado-maior de quatro regimentos, cada um com três batalhões e um batalhão de treinamento. O Corpo Russo foi fundado em 12 de setembro de 1941 por emigrados russos brancos e permaneceu ativo na Sérvia até 1944.
Os recrutamentos para as forças colaboracionistas aumentaram em número após a adesão aos grupos Chetnik leais a Pećanac. Segundo seu próprio relato do pós-guerra, esses Chetniks juntaram-se com a intenção de destruir os guerrilheiros de Tito, em vez de apoiar Nedić e as forças de ocupação alemãs, contra as quais mais tarde pretendiam se voltar. 
No final de 1941, o principal movimento Chetnik de Mihailović ("Exército Iugoslavo na Pátria") estava cada vez mais chegando a um entendimento com o governo de Nedić. Depois de serem dispersadas após conflitos com forças partidárias e alemãs durante a Primeira Ofensiva Inimiga, as tropas Chetnik na área chegaram a um entendimento com Nedić. Como formações Chetnik "legalizadas", eles colaboraram com o regime quisling em Belgrado, embora permanecessem nominalmente como parte dos Mihailović Chetniks .  À medida que as condições militares na Sérvia se deterioravam, Nedić cooperou cada vez mais com o líder Chetnik, Draža Mihailović. Ao longo de 1944, os Chetniks assassinaram dois altos oficiais militares sérvios que obstruíram o seu trabalho. O brigadeiro-general Miloš Masalović foi assassinado em março, enquanto o líder rival Chetnik, Pećanac, foi morto em junho. 

### Polícia
No início da ocupação, o Comandante Militar na Sérvia recebeu um Esquadrão Especial de Emprego da Polícia de Segurança (em alemão:  Sicherheitspolizei Einsatzgruppen) composto por destacamentos da Gestapo, polícia criminal e SD ou Serviço de Segurança (em alemão:  Sicherheitsdienst). Inicialmente comandado pela SS e pelo líder da polícia (em alemão:  SS und Polizeiführer) Standartenführer und Oberst der Polizei Wilhelm Fuchs, este grupo estava tecnicamente sob o controle do chefe da Administração Militar na Sérvia, Harald Turner, mas na prática reportava-se diretamente a Berlim. Em janeiro de 1942, o status da organização policial foi elevado com a nomeação de um SS Superior e Líder de Polícia (em alemão:  Höhere SS und Polizeiführer) Obergruppenführer e Generalleutnant der SS August Meyszner. Meyszner foi substituído em abril de 1944 pelo Generalleutnant der SS Hermann Behrends. 

## Demografia
A população do território ocupado era de aproximadamente 3.810.000,  composta principalmente de sérvios (até 3.000.000) e alemães (cerca de 500.000). Outras nacionalidades do Reino da Iugoslávia foram na sua maioria separadas da Sérvia e incluídas nos seus respectivos estados étnicos – por exemplo, os croatas, búlgaros, albaneses, húngaros, etc. A maioria dos sérvios, entretanto, acabou fora do estado nazista sérvio, pois foram forçados a ingressar em outros estados.
No verão de 1942, estima-se que cerca de 400.000 sérvios foram expulsos ou fugiram de outras partes do Reino da Iugoslávia e viviam no território ocupado. 
A área autônoma do Banat era uma área multiétnica com uma população total de 640.000 habitantes, dos quais 280.000 (43,7%) eram sérvios, 130.000 (20,3%) eram alemães, 90.000 (14,0%) eram húngaros, 65.000 (10,1%) Romenos, 15.000 (2,3%) eslovacos e 60.000 (9,3%) de outras etnias. 
Dos 16.700 judeus na Sérvia e no Banat, 15.000 (89,8%) foram mortos. No total, estima-se que aproximadamente 80 mil pessoas foram mortas entre 1941 e 1944 em campos de concentração no território ocupado.  Turner declarou em agosto de 1942 que a "questão judaica" na Sérvia havia sido "liquidada" e que a Sérvia foi o primeiro país da Europa a ser Judenfrei; livre de judeus. 

## Economia

### Bancos e moeda
Após o colapso da Iugoslávia, o Banco Nacional da Iugoslávia foi forçado à liquidação em 29 de maio de 1941, e dois dias depois um decreto foi emitido pelo Comandante Militar na Sérvia criando o Banco Nacional Sérvio. O novo banco estava sob o controle direto de Franz Neuhausen, o plenipotenciário geral para assuntos econômicos, que nomeou o governador e os membros do conselho do banco, bem como de um comissário alemão que representava Neuhausen no banco e tinha que aprovar todas as transações importantes. O novo banco introduziu o dinar sérvio como a única moeda legal e convocou todos os dinares iugoslavos para troca.  
O tradicional brasão de Obrenović foi encontrado em notas e moedas sem a coroa real.
Após a guerra, a Iugoslávia desmantelou o dinar sérvio e outras moedas do Estado Independente da Croácia e Montenegro em 1945. 

### Exploração alemã da economia
Imediatamente após a capitulação da Iugoslávia, os alemães confiscaram todos os bens do exército iugoslavo derrotado, incluindo cerca de 2 bilhões de dinares no território ocupado da Sérvia. Também apreendeu todas as matérias-primas aproveitáveis e utilizou moeda de ocupação para adquirir bens disponíveis no território. Colocou então sob seu controle todos os ativos de produção militar úteis do país e, embora tenha operado algumas fábricas de armamento, munições e produção de aeronaves in situ por um curto período de tempo, após o levante de julho de 1941, desmantelou todos eles e os realocou fora do território. 
Em seguida, as autoridades de ocupação assumiram o controlo de todos os sistemas de transporte e comunicação, incluindo o transporte fluvial no Danúbio. E, finalmente, assumiu o controlo de todas as empresas mineiras, industriais e financeiras significativas no território que ainda não estavam sob o controlo do Eixo antes da invasão. 
A fim de coordenar e assegurar a máxima exploração da economia sérvia, os alemães nomearam Franz Neuhausen, que era efectivamente o ditador económico no território. Inicialmente Plenipotenciário Geral para Assuntos Econômicos na Sérvia, logo se tornou Plenipotenciário para o Plano de Quatro Anos sob Göring, Plenipotenciário para Produção de Minérios Metálicos no Sudeste Europeu e Plenipotenciário para Trabalho na Sérvia. A partir de outubro de 1943, tornou-se Chefe da Administração Militar da Sérvia, responsável pela administração de todos os aspectos de todo o território. Em última análise, ele tinha controle total da economia e das finanças sérvias, e controlava totalmente o Banco Nacional Sérvio, a fim de usar todas as partes da economia sérvia para apoiar o esforço de guerra alemão. 
Como parte disto, os alemães impuseram desde o início enormes custos de ocupação ao território sérvio, incluindo montantes necessários para gerir a administração militar do território conforme determinado pela Wehrmacht, e uma contribuição anual adicional para o Reich definida pela Comissão Económica Militar e Escritório de Armamentos. Os custos de ocupação foram pagos mensalmente pelo Ministério das Finanças da Sérvia numa conta especial no Banco Nacional da Sérvia. 
Durante todo o período da ocupação, os governos fantoches sérvios pagaram aos alemães cerca de 33.248 milhões de dinares em custos de ocupação. Os custos de ocupação representavam cerca de 40% da renda nacional atual do território em meados de 1944. 

## Cultura

Selos postais sérvios de 1941, emitidos pelo governo fantoche na Sérvia ocupada pelos alemães

Com a dissolução do Reino da Iugoslávia, muitos jornais ficaram esgotados enquanto novos jornais eram formados. Logo após o início da ocupação, as autoridades de ocupação alemãs emitiram ordens exigindo o registo de todos os equipamentos de impressão e restrições sobre o que poderia ser publicado. Apenas aqueles que tivessem sido registados e aprovados pelas autoridades alemãs poderiam editar tais publicações.  Em 16 de maio de 1941, foi formado o primeiro novo diário, Novo vreme (Novos Tempos). O semanário Naša borba (Nossa Luta) foi formado pelo partido fascista ZBOR em 1941, cujo título ecoa Mein Kampf (Minha Luta) de Hitler. O próprio regime publicou o Službene novine (Diário Oficial) que tentou continuar a tradição do jornal oficial com o mesmo nome que foi publicado no Reino da Jugoslávia. 
A situação do cinema na Sérvia melhorou um pouco em comparação com a situação na Iugoslávia. Durante esse período, o número de cinemas em Belgrado aumentou para 21, com uma frequência diária entre 12.000 e 15.000 pessoas.  Os dois filmes mais populares foram Nevinost bez zaštite, de 1943, e Golden City, que foram assistidos por 62.000 e 108.000, respectivamente. 
As autoridades de ocupação alemãs emitiram ordens especiais regulamentando a abertura de teatros e outros locais de entretenimento que excluíam os judeus.  O Teatro Nacional Sérvio em Belgrado permaneceu aberto durante este período. As obras realizadas durante este período incluíram La bohème, Le nozze di Figaro, Der Freischütz, Tosca, Dva cvancika e Nesuđeni zetovi.

## Perseguição racial

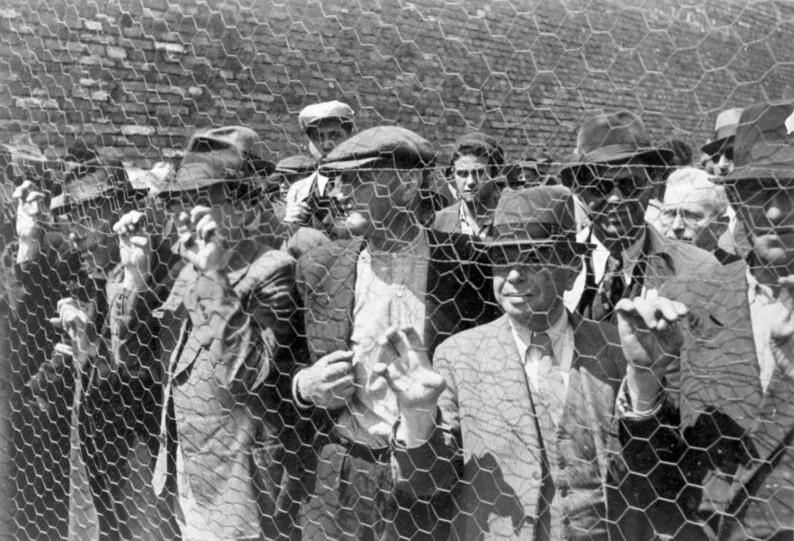
Judeus detidos em Belgrado, abril de 1941

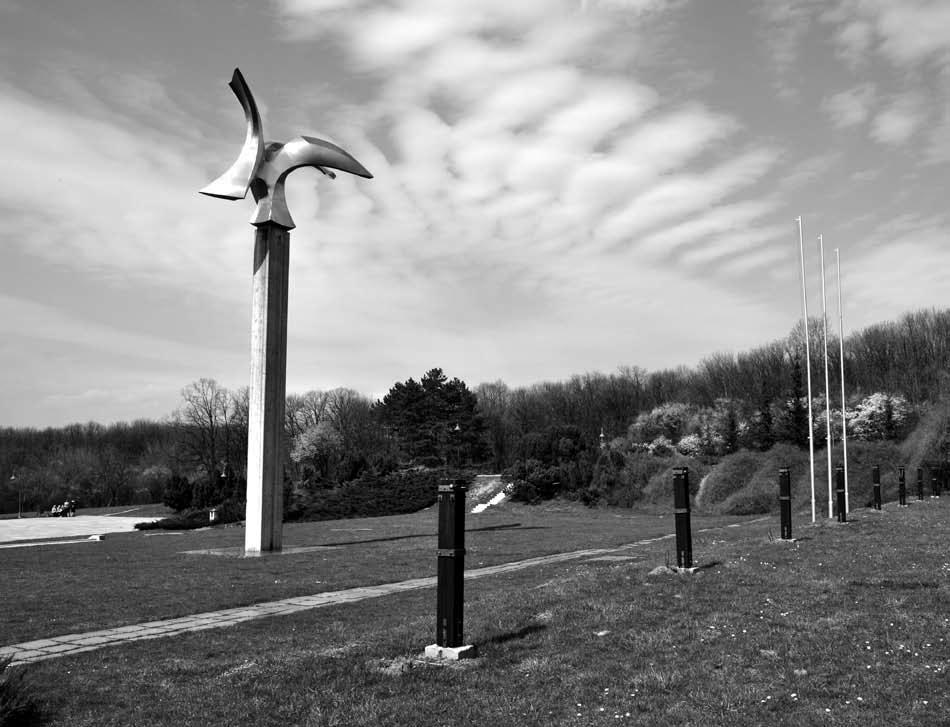
Parque Memorial Jajinci

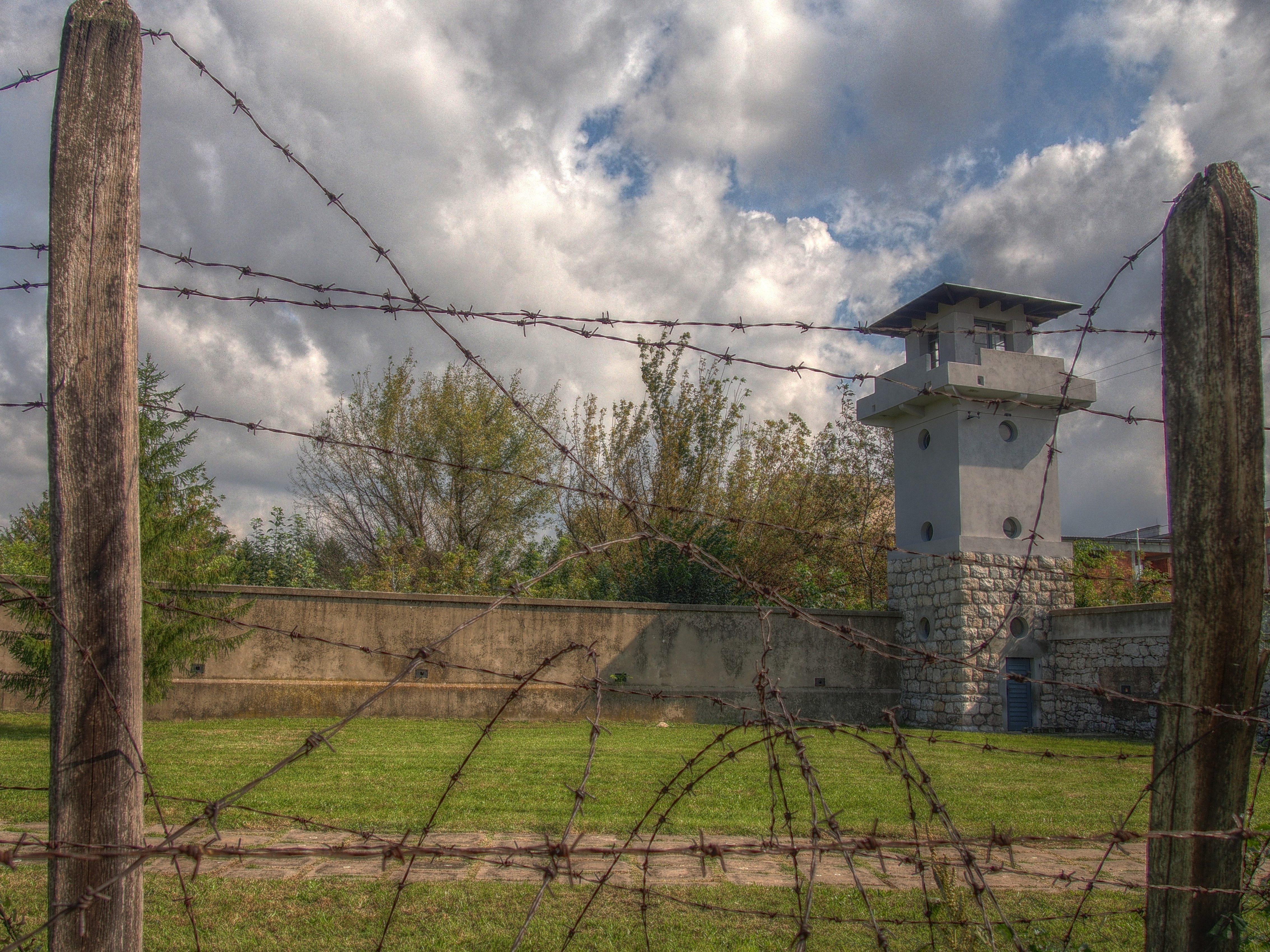
Campo de concentração de Crveni Krst

Leis raciais foram introduzidas em todos os territórios ocupados com efeitos imediatos sobre os judeus e os ciganos, além de causarem a prisão daqueles que se opunham ao nazismo. Vários campos de concentração foram formados na Sérvia e na Exposição Antimaçom de 1942 em Belgrado a cidade foi declarada livre de judeus (Judenfrei). Em 1º de abril de 1942, foi formada uma Gestapo Sérvia. Estima-se que 120 mil pessoas foram internadas em campos de concentração administrados pelos nazistas no território ocupado entre 1941 e 1944. 50 mil  a 80 mil foram mortos durante este período.  O Campo de Concentração de Banjica foi administrado conjuntamente pelo Exército Alemão e pelo regime de Nedic. A Sérvia se tornou o segundo país da Europa, depois da Estônia,   a ser proclamado Judenfrei (livre de judeus).      Aproximadamente 14.500 judeus sérvios - 90% da população judaica da Sérvia de 16.000 - foram assassinados na Segunda Guerra Mundial. 
As forças de formações armadas colaboracionistas estiveram envolvidas, direta ou indiretamente, nos assassinatos em massa de judeus, ciganos e dos sérvios que se aliaram a qualquer resistência antialemã ou eram suspeitos de serem membros dela.  Essas forças também foram responsáveis pela morte de muitos croatas e muçulmanos;  no entanto, alguns croatas que se refugiaram no território ocupado não foram discriminados.  Após a guerra, o envolvimento sérvio em muitos destes eventos e a questão da colaboração sérvia foram sujeitos ao revisionismo histórico por parte dos líderes sérvios.  
Foram os seguintes os campos de concentração estabelecidos no território ocupado:
- Campo de concentração de Banjica (Belgrado)
- Campo de concentração de Crveni krst (Niš)
- Topovske Šupe (Belgrado)
- Campo de concentração de Šabac

Localizado nos arredores de Belgrado, o Campo de concentração de Sajmište estava, na verdade, situado no território do Estado Independente da Croácia.

### Julgamentos pós-guerra
Os colaboradores sérvios mais proeminentes morreram antes de serem julgados. Dimitrije Ljotić morreu em um acidente de carro na Eslovênia em abril de 1945, enquanto Milan Aćimović foi morto por guerrilheiros iugoslavos durante a Batalha de Zelengora. Milan Nedić foi extraditado para a Iugoslávia no início de 1946, mas morreu na prisão antes de ser julgado. Após a sua chegada a Belgrado, os guerrilheiros executaram Radoslav Veselinović, Dušan Đorđević, Momčilo Janković, Čedomir Marjanović e Jovan Mijušković em 27 de novembro de 1944. Um grupo de ministros do governo Nedić foi julgado em conjunto como parte do mesmo processo conduzido contra o líder do Chetnik, Draža Mihailović. Kosta Mušicki, Tanasije Dinić, Velibor Jonić, Dragomir Jovanović e Đura Dokić foram posteriormente executados em 17 de julho de 1946.
Alguns dos membros do governo fugiram para o estrangeiro e nunca foram levados a julgamento. Estes incluíam Kostić, que se mudou para os Estados Unidos da América, Borivoje Jonić, que foi para a França, e Miodrag Damjanović, que se mudou para a Alemanha.
Böhme cometeu suicídio antes de ser julgado no Julgamento de Reféns por crimes cometidos na Sérvia. Harald Turner foi executado em Belgrado em 9 de março de 1947. Heinrich Danckelmann e Franz Neuhausen foram julgados juntos em outubro de 1947. Danckelmann foi posteriormente executado, enquanto Neuhausen foi condenado a vinte anos de prisão.

## Legado
Em 2008, o Partido Liberal Sérvio, não parlamentar, lançou uma proposta ao Tribunal do Condado de Belgrado para reabilitar Nedić. Isto não encontrou apoio de nenhum partido político e também encontrou oposição da comunidade judaica da Sérvia. 

### Jornais
- Hehn, Paul N. (1971). «Serbia, Croatia and Germany 1941–1945: Civil War and Revolution in the Balkans». University of Alberta. Canadian Slavonic Papers. 13 (4): 344–373. JSTOR 40866373. doi:10.1080/00085006.1971.11091249
- Portmann, Michael; Suppan, Arnold (2006). «Serbien und Montenegro im Zweiten Weltkrieg (1941 – 1944/45)». Zeitschrift für Mittel-, Ost- und Südosteuropaforschung. Österreichische Osthefte (em alemão). 47: 265–296. ISSN 0029-9375
- Janjetović, Zoran (2012). «Borders of the German occupation zone in Serbia 1941–1944» (PDF). Serbian Academy of Sciences and Arts. Journal of the Geographical Institute Jovan Cvijic. 62 (2): 93–115. doi:10.2298/IJGI1202093J
- Trifkovic, Gaj (2015). «The Key to the Balkans: The Battle for Serbia 1944». The Journal of Slavic Military Studies. 28 (3): 524–555. doi:10.1080/13518046.2015.1061825

### Websites
- Đaković, Tanja Nikolić (12 de julho de 2008). «Milan Nedić i knez Pavle ponovo dele Srbiju». Blic (em servo-croata)
- Niehorster, Dr. Leo (2015a). «Armed Forces Commander South East Commanding General in Serbia 22 June 1941». Dr. Leo Niehorster. Consultado em 31 de Maio de 2015
- Niehorster, Dr. Leo (2015b). «Infantry Division (15th Wave) 22 June 1941». Dr. Leo Niehorster. Consultado em 1 de junho de 2015
- Niehorster, Dr. Leo (2015c). «12th Army LXVth Special Corps Command 22 June 1941». Dr. Leo Niehorster. Consultado em 31 de Maio de 2015